# 1997 dans les parcs de loisirs
| Années des parcs de loisirs : 1994 - 1995 - 1996 - 1997 - 1998 - 1999 - 2000    |
| Décennies des parcs de loisirs : 1960 - 1970 - 1980 - 1990 - 2000 - 2010 - 2020 |

## Parcs d'attractions

### Ouverture
- Isla Mágica ( Espagne) ouvert au public le 28 juin.
- Chimelong Safari Park dans Guangzhou Chimelong Tourist Resort ( Chine) ouvert au public le 26 décembre.

### Fermeture
- Opryland USA ( États-Unis)

## Événements
- août
  - 27 août -  Belgique - Incident sur le Sirocco (aujourd'hui appelé Psyké Underground), des montagnes russes lancées de type navette de Schwarzkopf à Walibi Wavre, où le mécanisme de propulsion lâcha et laissa le train en haut du looping vertical pendant 1h30. L'incident technique n'a fait aucun blessé, mais les images ont circulé à travers le monde. Cet accident ne fit cependant pas décroître la popularité de l'attraction et créa même un engouement particulier pour le « manège qui est resté bloqué la tête en bas pendant une heure ».

## Attractions
Cette liste est non exhaustive.

### Montagnes russes

#### Délocalisations
| Nom                 | Type/Modèle | Constructeur      | Parc              | Pays       | Anciennement                             |
| ------------------- | ----------- | ----------------- | ----------------- | ---------- | ---------------------------------------- |
| Triple Loop Coaster | Assise      | Anton Schwarzkopf | Sunway Lagoon     | Malaisie   | Dreier Looping sur les foires allemandes |
| Wild Thing          | Assise      | Arrow Dynamics    | Enchanted Village | États-Unis | Loop Corkscrew à Rocky Point Park        |

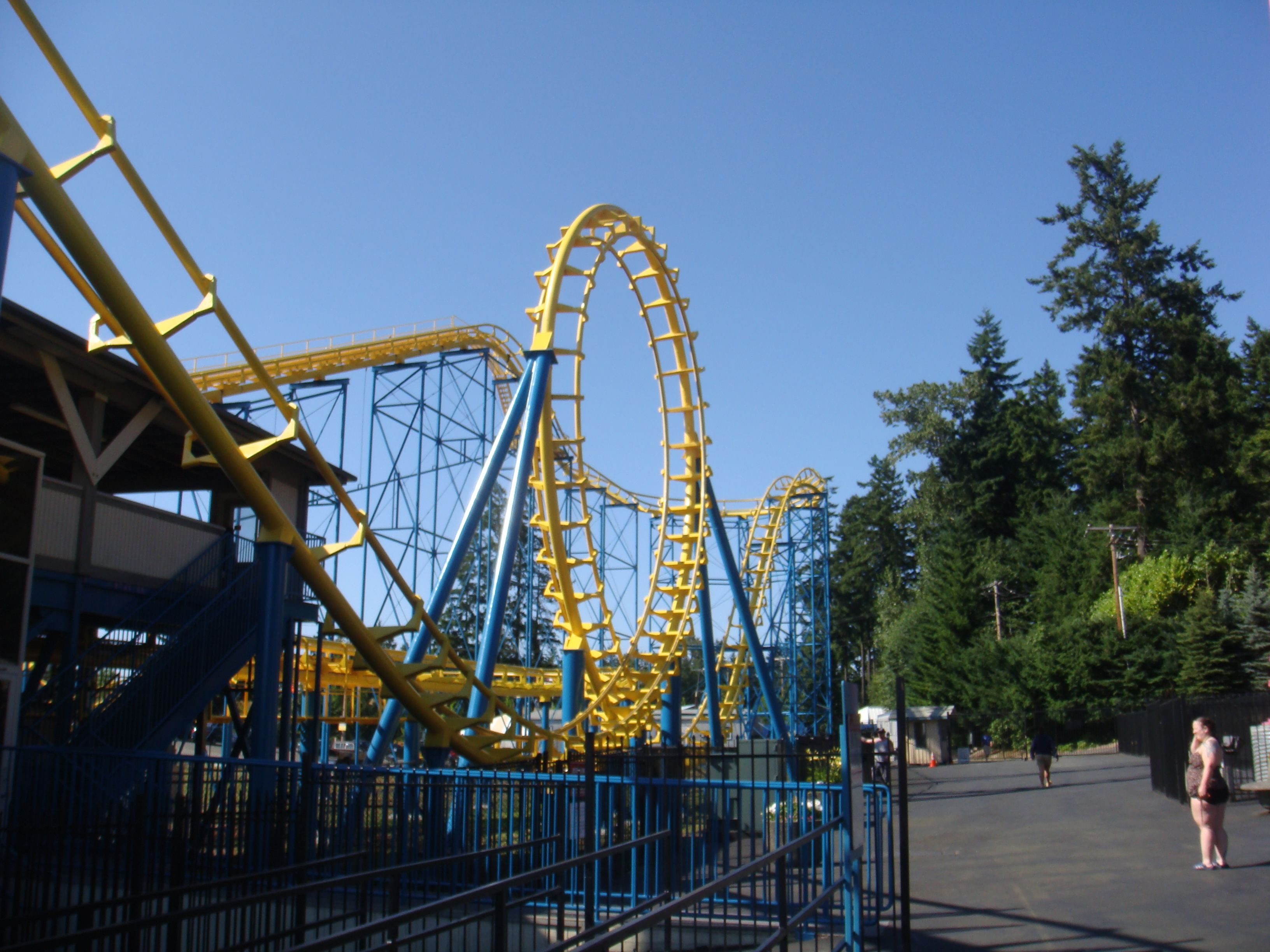
Wild Thing à Enchanted Village

#### Nouveautés
| Nom                                                                                  | Type/Modèle             | Constructeur                  | Parc                                   | Pays        |
| ------------------------------------------------------------------------------------ | ----------------------- | ----------------------------- | -------------------------------------- | ----------- |
| Alpengeist                                                                           | Inversées               | Bolliger & Mabillard          | Busch Gardens Williamsburg             | États-Unis  |
| Batman: The Ride                                                                     | Inversées               | Bolliger & Mabillard          | Six Flags Over Georgia                 | États-Unis  |
| Boomerang                                                                            | Navette / Boomerang     | Vekoma                        | Playcenter (pt)                        | Brésil      |
| Boomerang Coast to Coaster                                                           | Navette / Boomerang     | Vekoma                        | The Great Escape & Splashwater Kingdom | États-Unis  |
| Chang Devenu Green Lantern à Six Flags Great Adventure en 2011                       | Montagnes russes debout | Bolliger & Mabillard          | Six Flags Kentucky Kingdom             | États-Unis  |
| Chenille                                                                             | Junior / Big Apple      | Pinfari                       | Nigloland                              | France      |
| Clown Coaster                                                                        | Junior / Circus Clown   | Pinfari                       | Oakwood Theme Park                     | Royaume-Uni |
| Crazy Mine                                                                           | Wild Mouse              | Maurer Söhne                  | Hansa-Park                             | Allemagne   |
| Dragen                                                                               | E-Powered               | Mack Rides                    | Legoland Billund                       | Danemark    |
| Dragen                                                                               | E-Powered               | Zamperla                      | Kijima Amusement Park                  | Japon       |
| Dragon                                                                               | E-Powered               | Zamperla                      | Nasu Highland Park                     | Japon       |
| Drakkar Express                                                                      | Assises                 | Soquet                        | Festyland                              | France      |
| Euro-Mir                                                                             | Tournoyantes            | Mack Rides                    | Europa-Park                            | Allemagne   |
| Fantasy Mouse Devenu Wild Mine en 2007.                                              | Wild Mouse              | L&T Systems                   | Cavallino Matto                        | Italie      |
| Great White                                                                          | Inversées               | Bolliger & Mabillard          | SeaWorld San Antonio                   | États-Unis  |
| HangOver                                                                             | Inversées / Invertigo   | Vekoma                        | Liseberg                               | Suède       |
| Jaguar                                                                               | Inversées / SLC         | Vekoma                        | Isla Mágica                            | Espagne     |
| Kiddie Coaster                                                                       | Junior                  | Molina & Son's                | Lake Compounce                         | États-Unis  |
| Kiddie Coaster                                                                       | Junior / Tornado        | Zamperla                      | Enchanted Village                      | États-Unis  |
| Looping Star                                                                         | Assises                 | Pinfari                       | Pernambuco Playcenter                  | Brésil      |
| Manhattan Express Devenu The Roller Coaster en 2007, puis Big Apple Coaster en 2016. | Assises                 | Togo                          | New York-New York Hotel & Casino       | États-Unis  |
| Mine Train Ulven                                                                     | Train de la mine        | Intamin / Giovanola           | Bakken                                 | Danemark    |
| Pyrenees                                                                             | Inversées               | Bolliger & Mabillard          | Parque España-Shima Spain Village      | Japon       |
| Road Runner Express                                                                  | Train de la mine        | Arrow                         | Six Flags Fiesta Texas                 | États-Unis  |
| Stampida                                                                             | Bois                    | Custom Coasters International | Port Aventura                          | Espagne     |
| Steel Force                                                                          | Hyper montagnes russes  | Morgan                        | Dorney Park & Wildwater Kingdom        | États-Unis  |
| Super 8er Bahn                                                                       | Assises / FC80          | Pinfari                       | Prater de Vienne                       | Autriche    |
| Superman The escape Devenu Superman: Escape from Krypton en 2011.                    | Navette                 | Intamin                       | Six Flags Magic Mountain               | États-Unis  |
| Taxi Jam                                                                             | Junior                  | Miler Coaster (en)            | Paramount's Kings Dominion             | États-Unis  |
| The Mind Eraser                                                                      | Inversées / SLC         | Vekoma                        | Riverside: The Great Escape            | États-Unis  |
| The Mind Eraser                                                                      | Inversées / SLC         | Vekoma                        | Darien Fun Country                     | États-Unis  |
| The Mind Eraser                                                                      | Inversées / SLC         | Vekoma                        | Elitch Gardens                         | États-Unis  |
| Tomahawk                                                                             | Bois                    | Custom Coasters International | Port Aventura                          | Espagne     |
| Tonnerre de Zeus                                                                     | Bois                    | Custom Coasters International | Parc Astérix                           | France      |
| Tornado                                                                              | E-Powered               | Zamperla                      | Dennlys Parc                           | France      |
| Tower of Terror Devenu Tower of Terror II en 2010.                                   | Navette                 | Intamin                       | Dreamworld                             | Australie   |
| Train of Potosi                                                                      | Junior                  | Zamperla                      | Isla Mágica                            | Espagne     |
| Wild Mause                                                                           | Wild Mouse              | Maurer Söhne                  | Prater de Vienne                       | Autriche    |
| Wild Mouse                                                                           | Wild Mouse              | Maurer Söhne                  | Flamingo Land Theme Park & Zoo         | Royaume-Uni |
| Wilde Maus                                                                           | Wild Mouse              | Maurer Söhne                  | Prater de Vienne                       | Autriche    |
| Windjammer Surf Racers                                                               | Assises                 | Togo                          | Knott's Berry Farm                     | États-Unis  |
| Windstorm                                                                            | Assises                 | Zamperla                      | Old Town (en)                          | États-Unis  |
| Zeus                                                                                 | Bois                    | Custom Coasters International | Big Chief Carts and Coasters           | États-Unis  |
| ZimzalaBon Devenu Kaninus en 2008.                                                   | Junior                  | Zierer                        | BonbonLand                             | Danemark    |
| Zoomerang                                                                            | Navette / Boomerang     | Vekoma                        | Lake Compounce                         | États-Unis  |

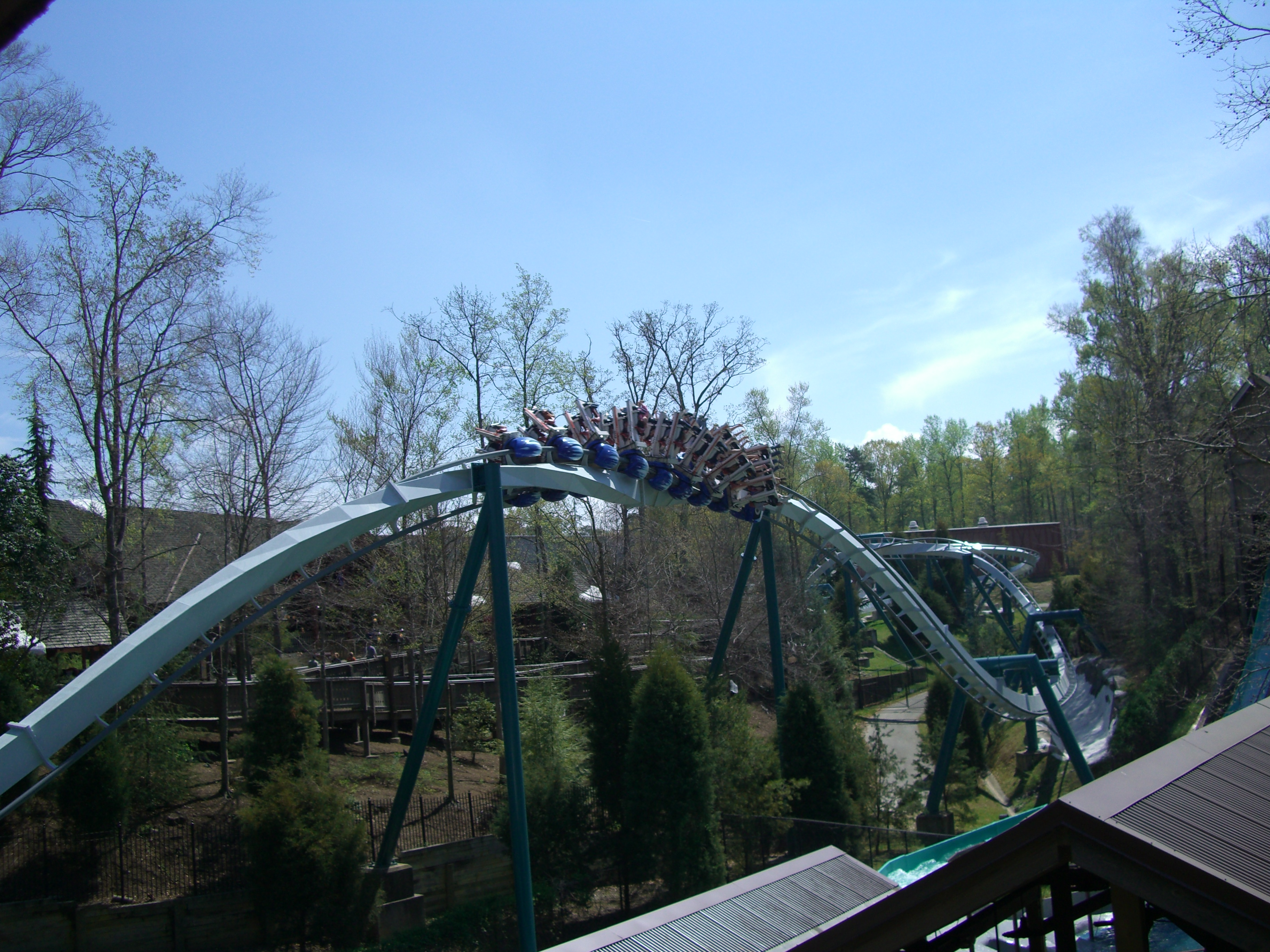
Alpengeist à Busch Gardens Williamsburg
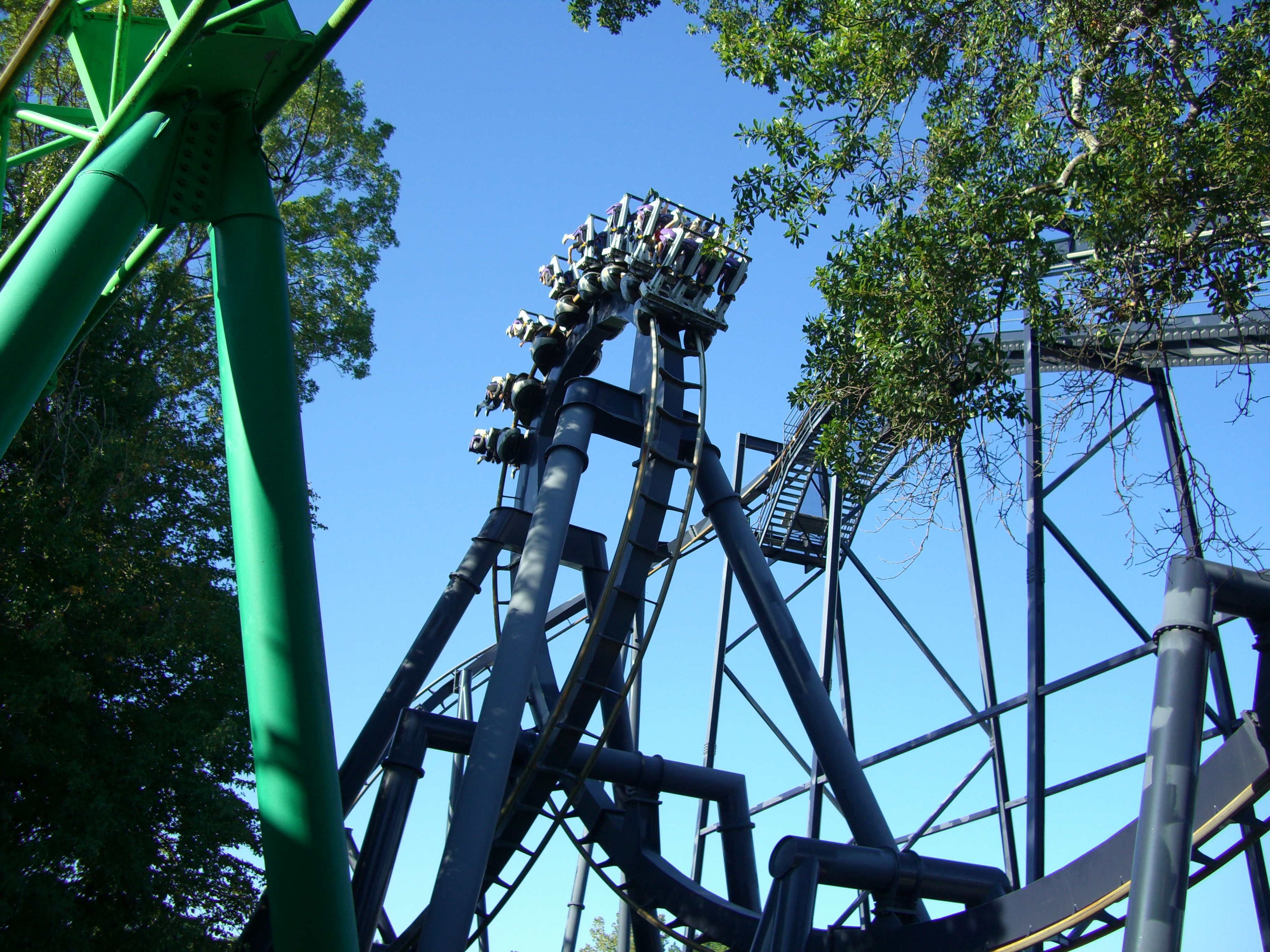
Batman: The Ride à Six Flags Over Georgia
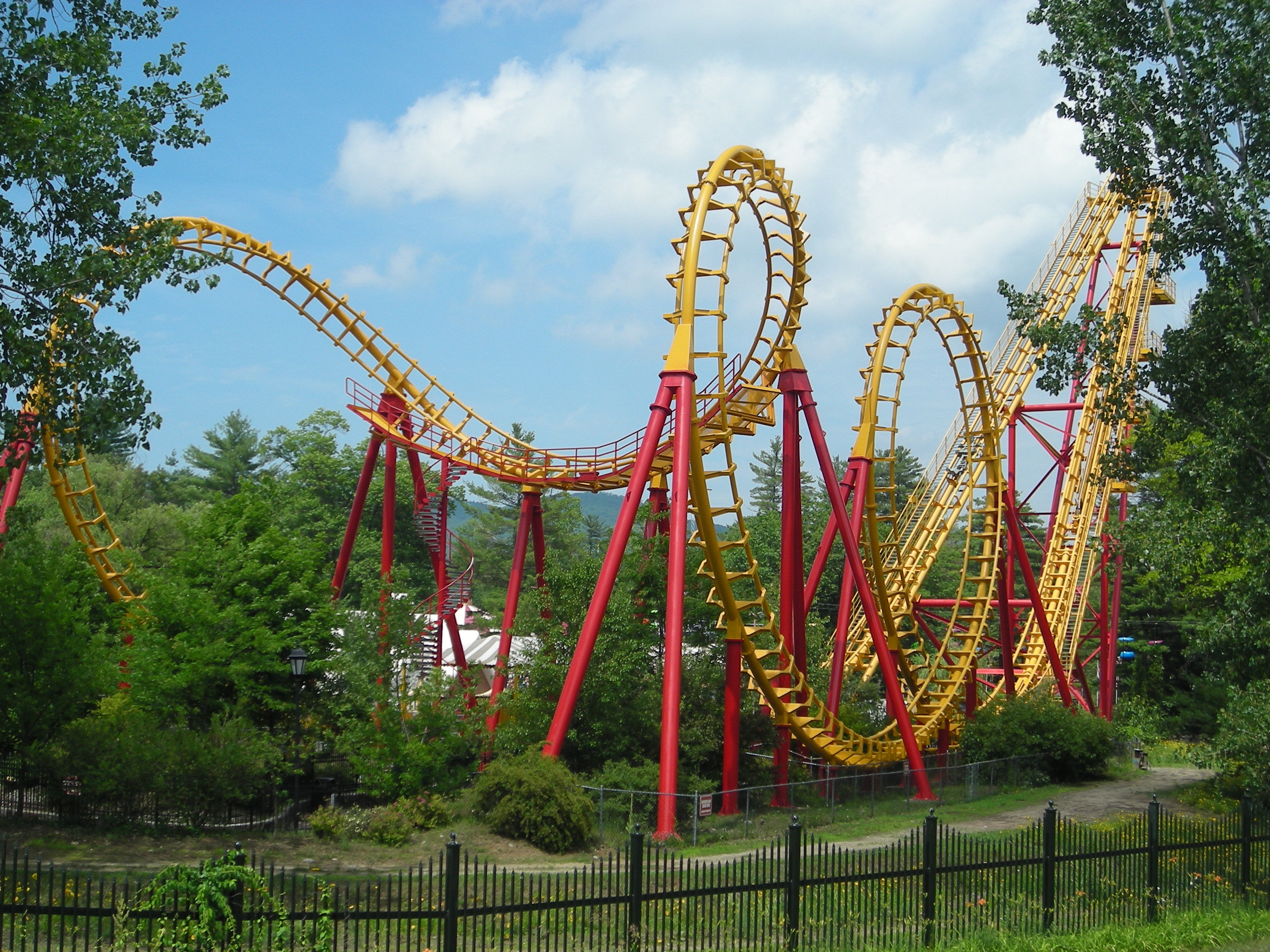
Boomerang Coast to Coaster à The Great Escape & Splashwater Kingdom
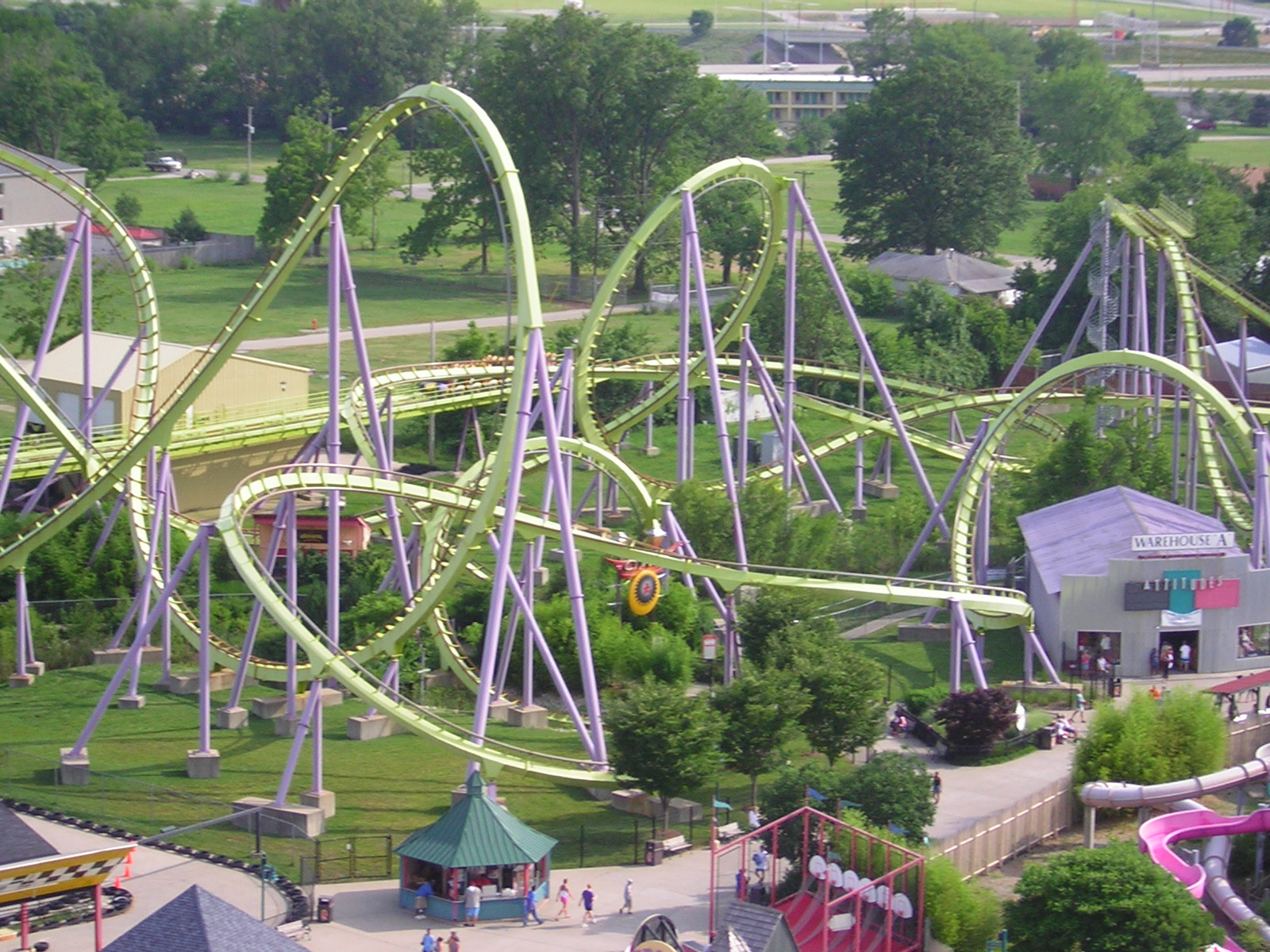
Chang à Six Flags Kentucky Kingdom
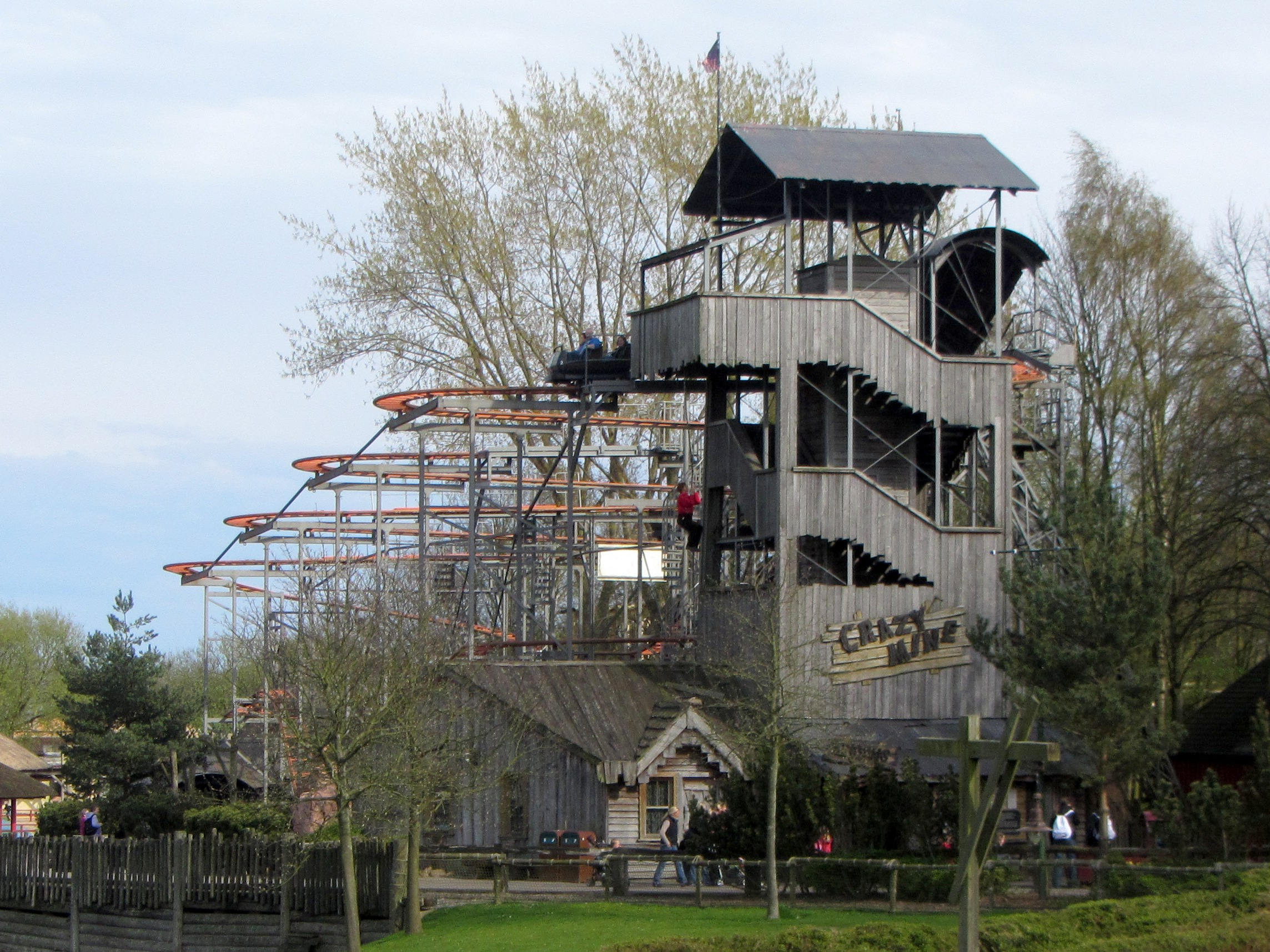
Crazy Mine à Hansa-Park
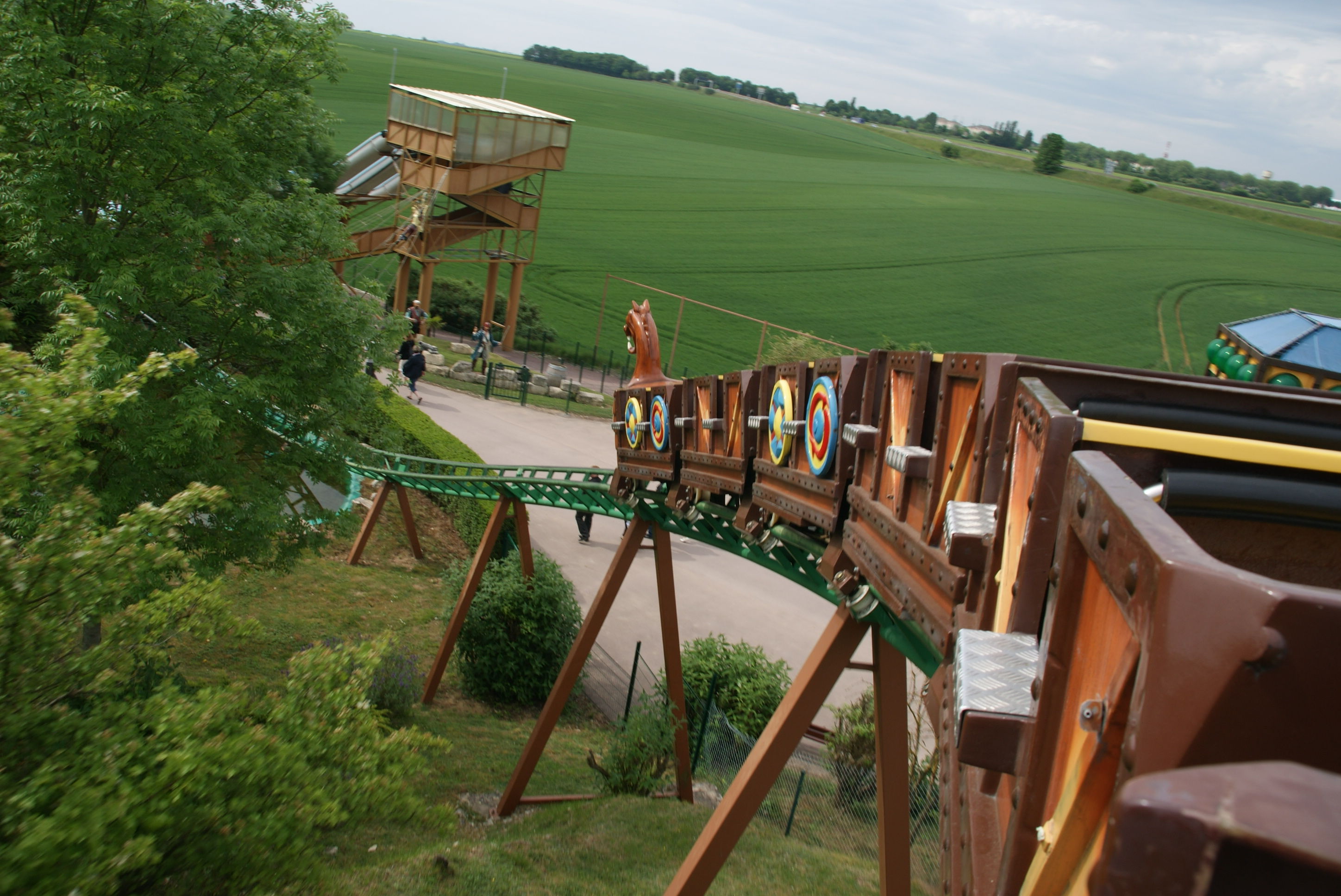
Drakkar Express à Festyland
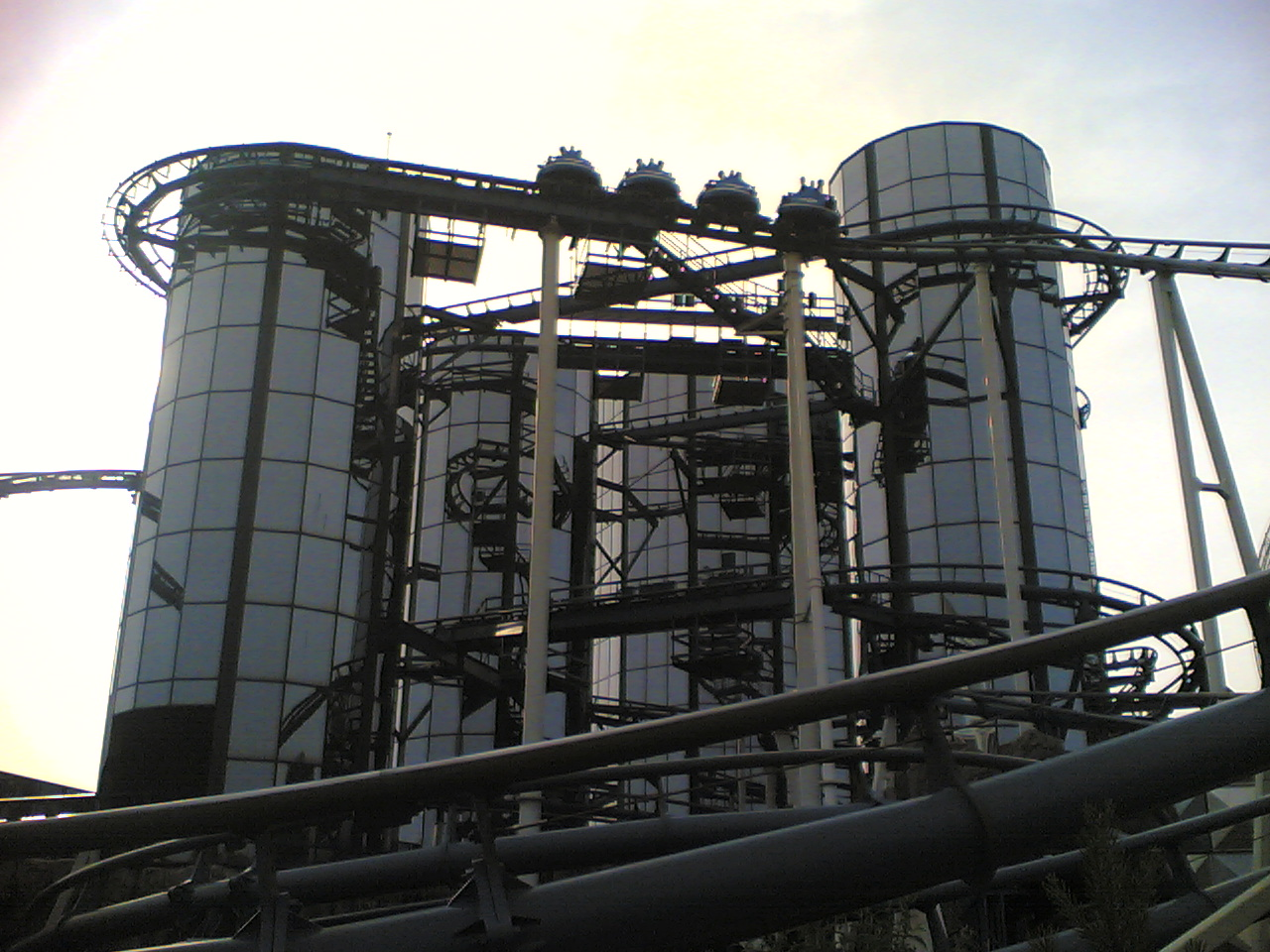
Euro-Mir à Europa-Park
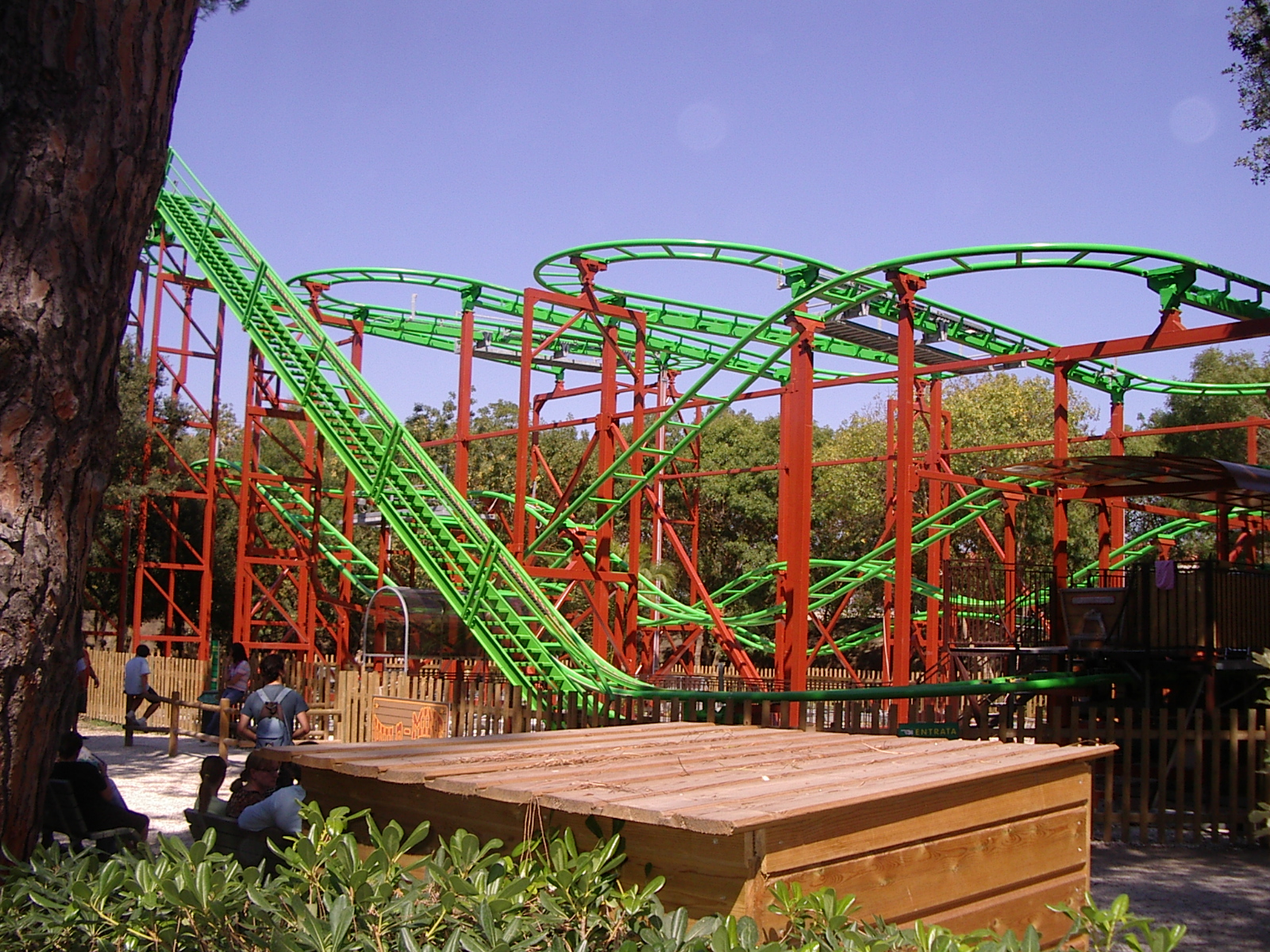
Fantasy Mouse à Cavallino Matto
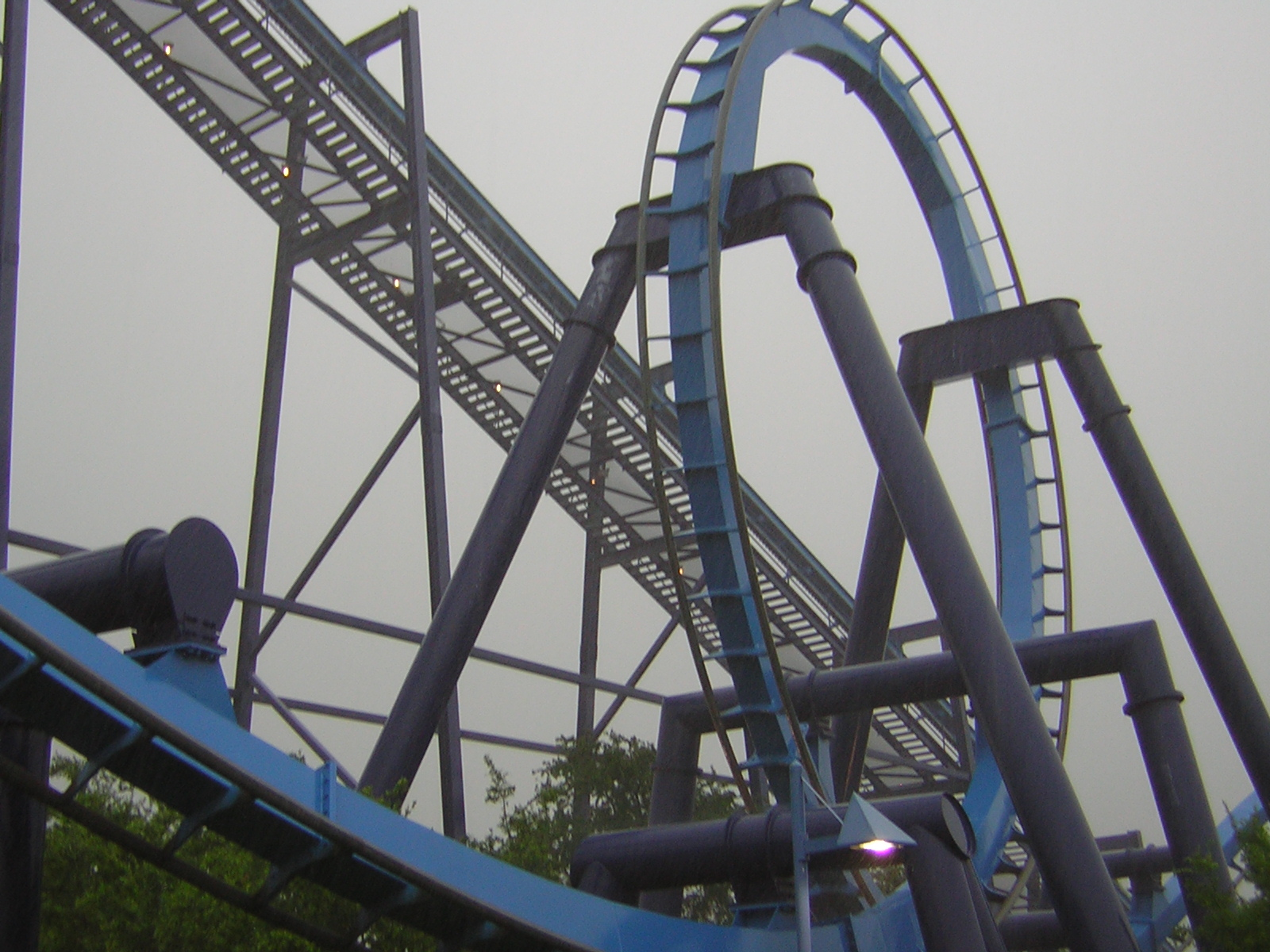
Great White à SeaWorld San Antonio
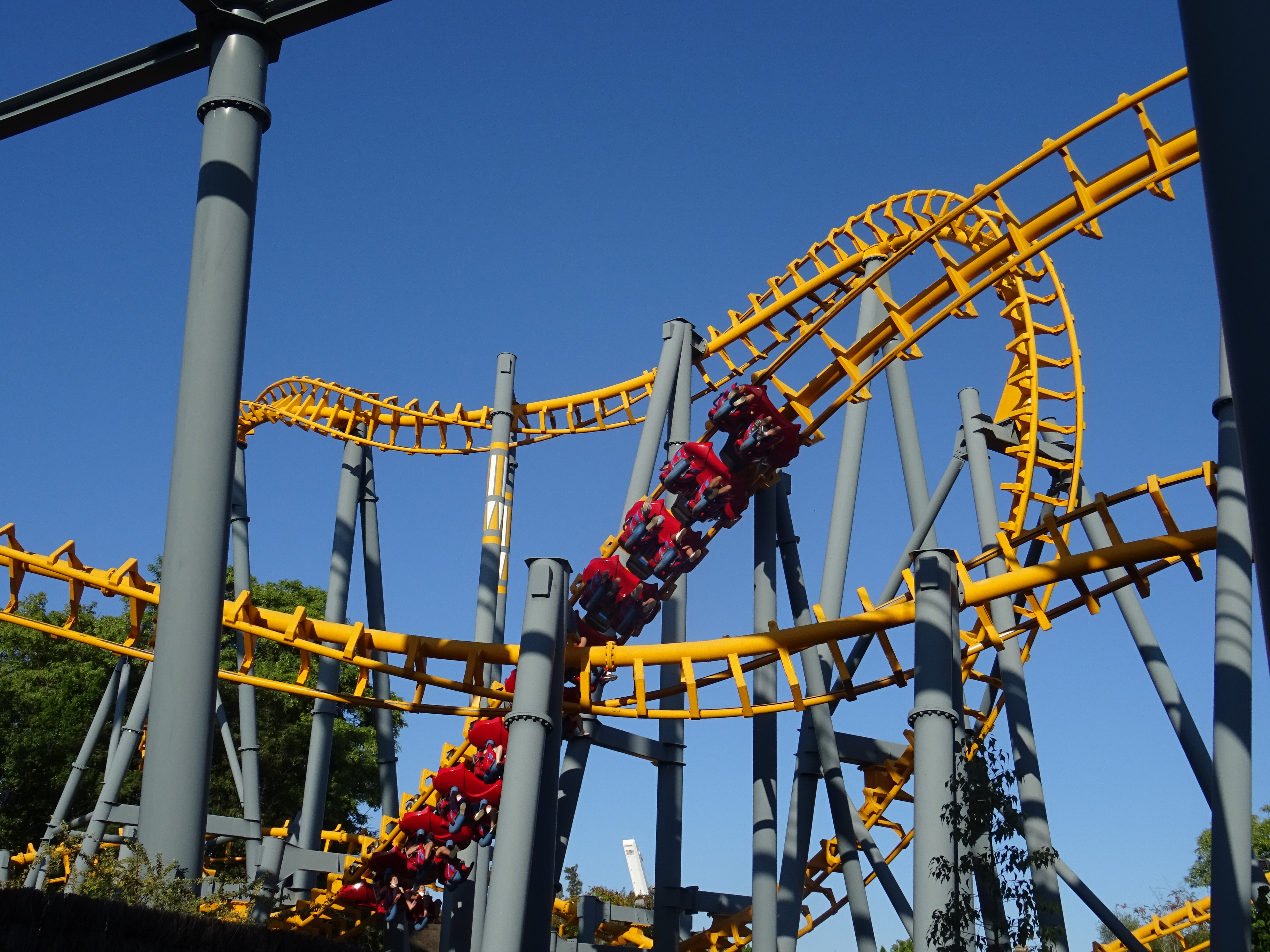
Jaguar à Isla Mágica
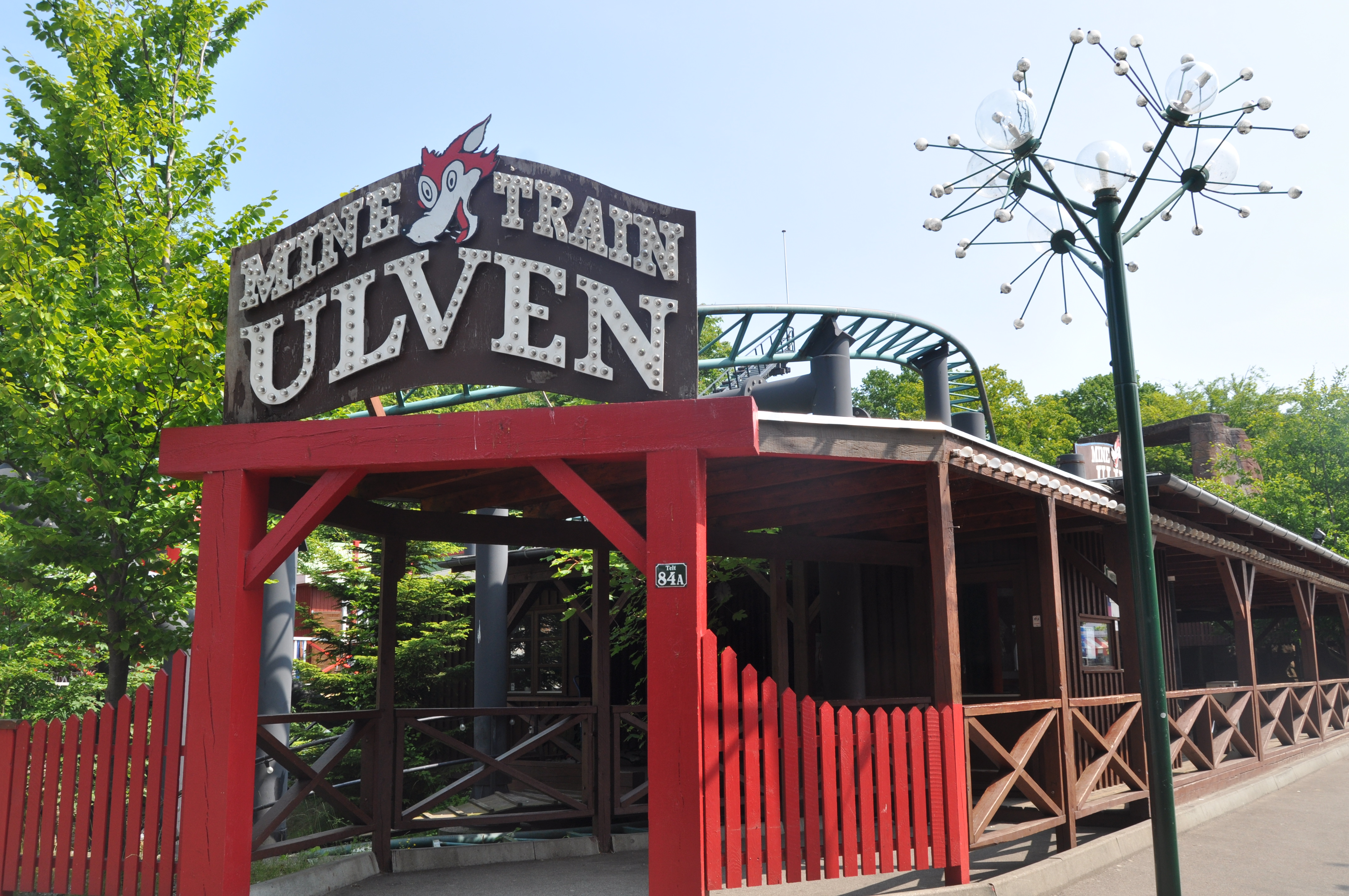
Mine Train Ulven à Bakken
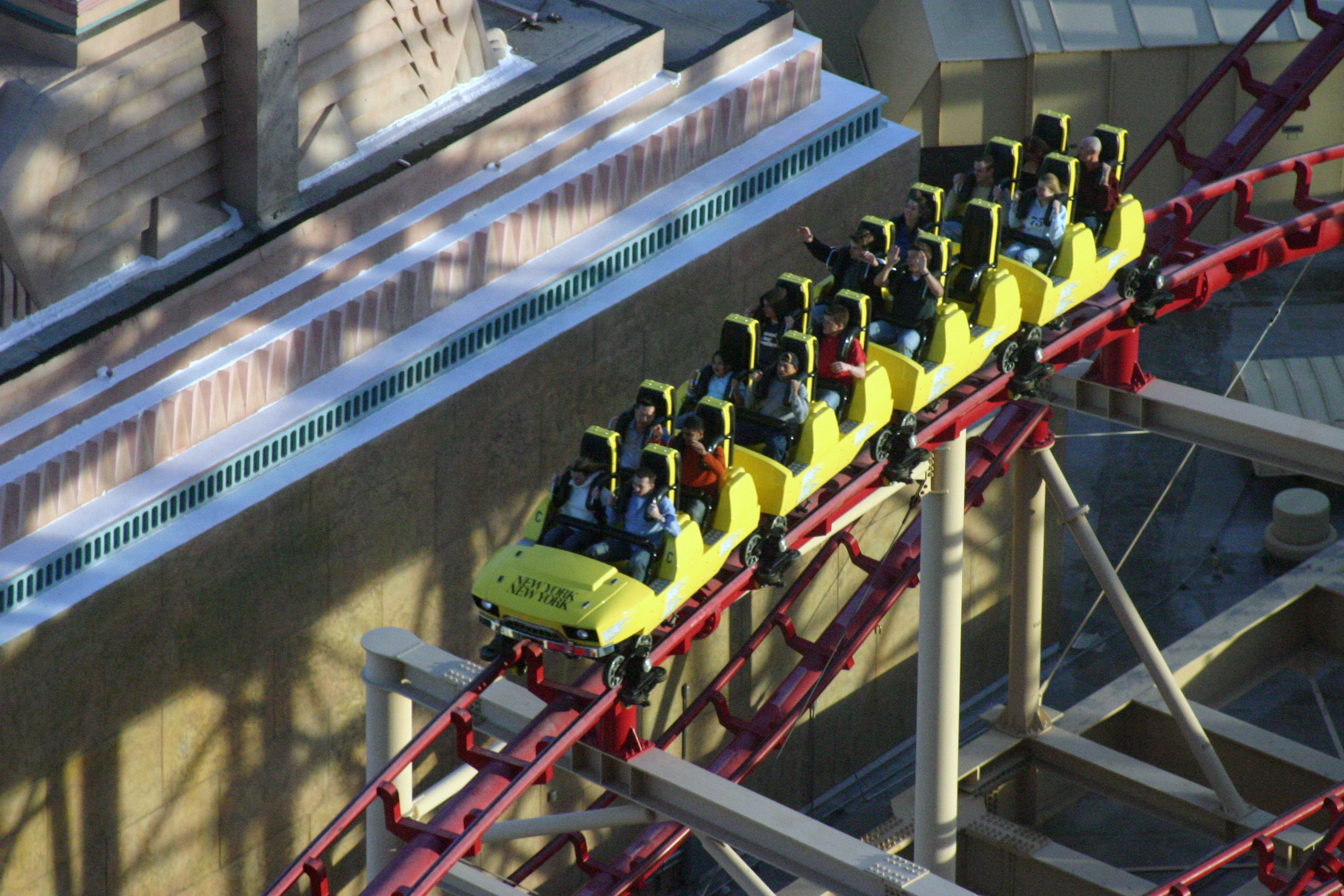
Manhattan Express à New York-New York Hotel & Casino
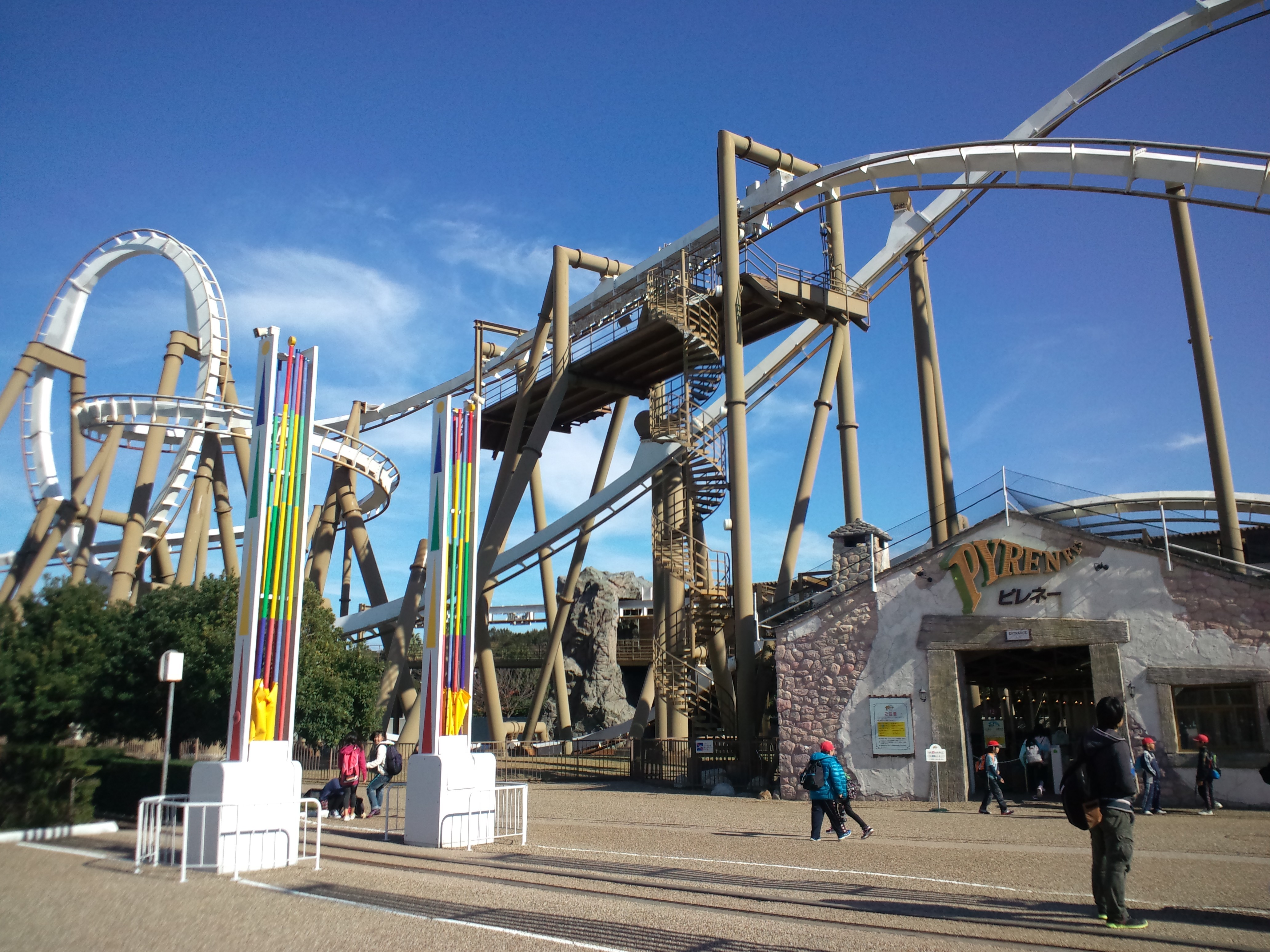
Pyrenees à Parque España-Shima Spain Village
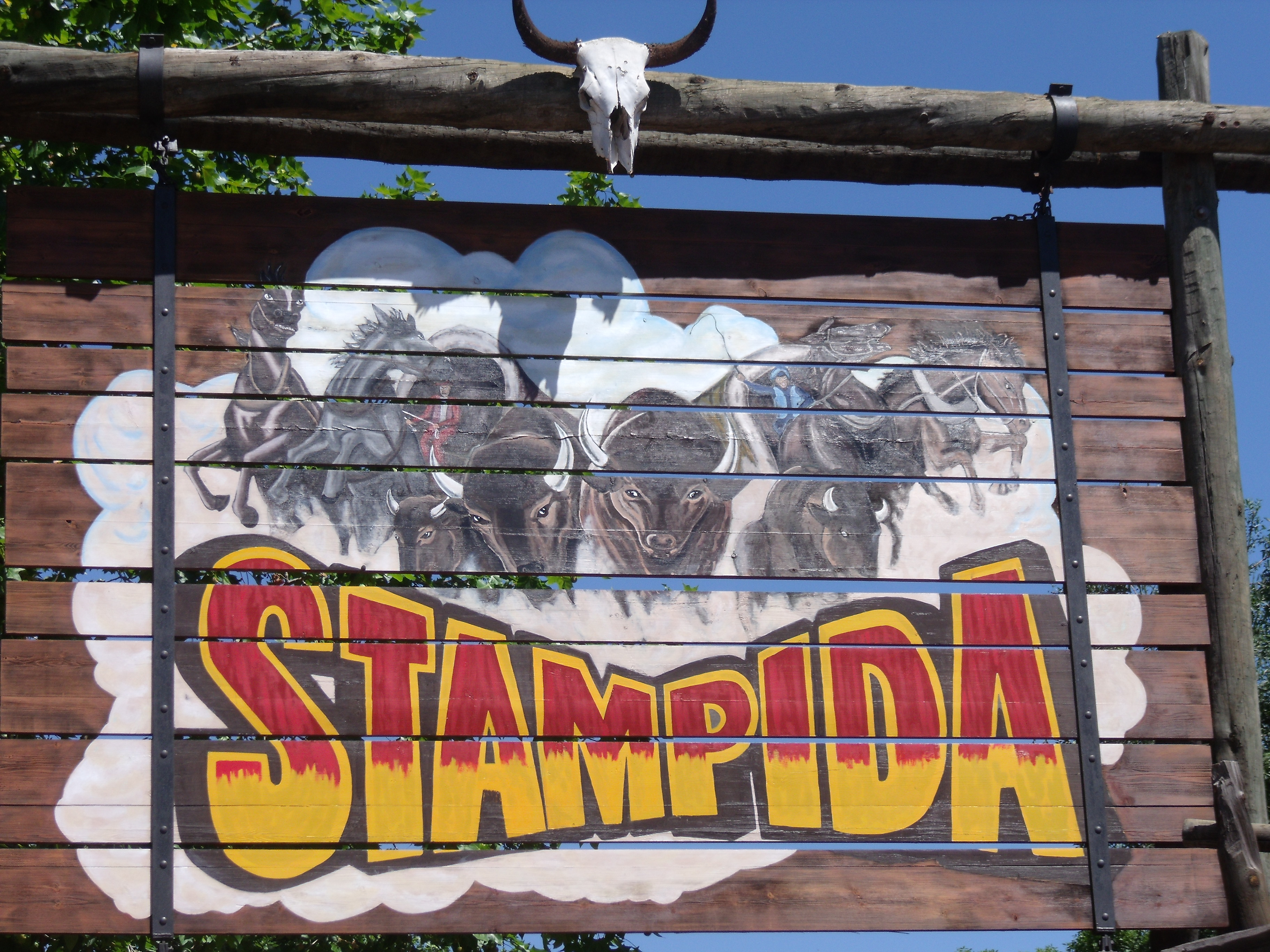
Stampida à Port Aventura
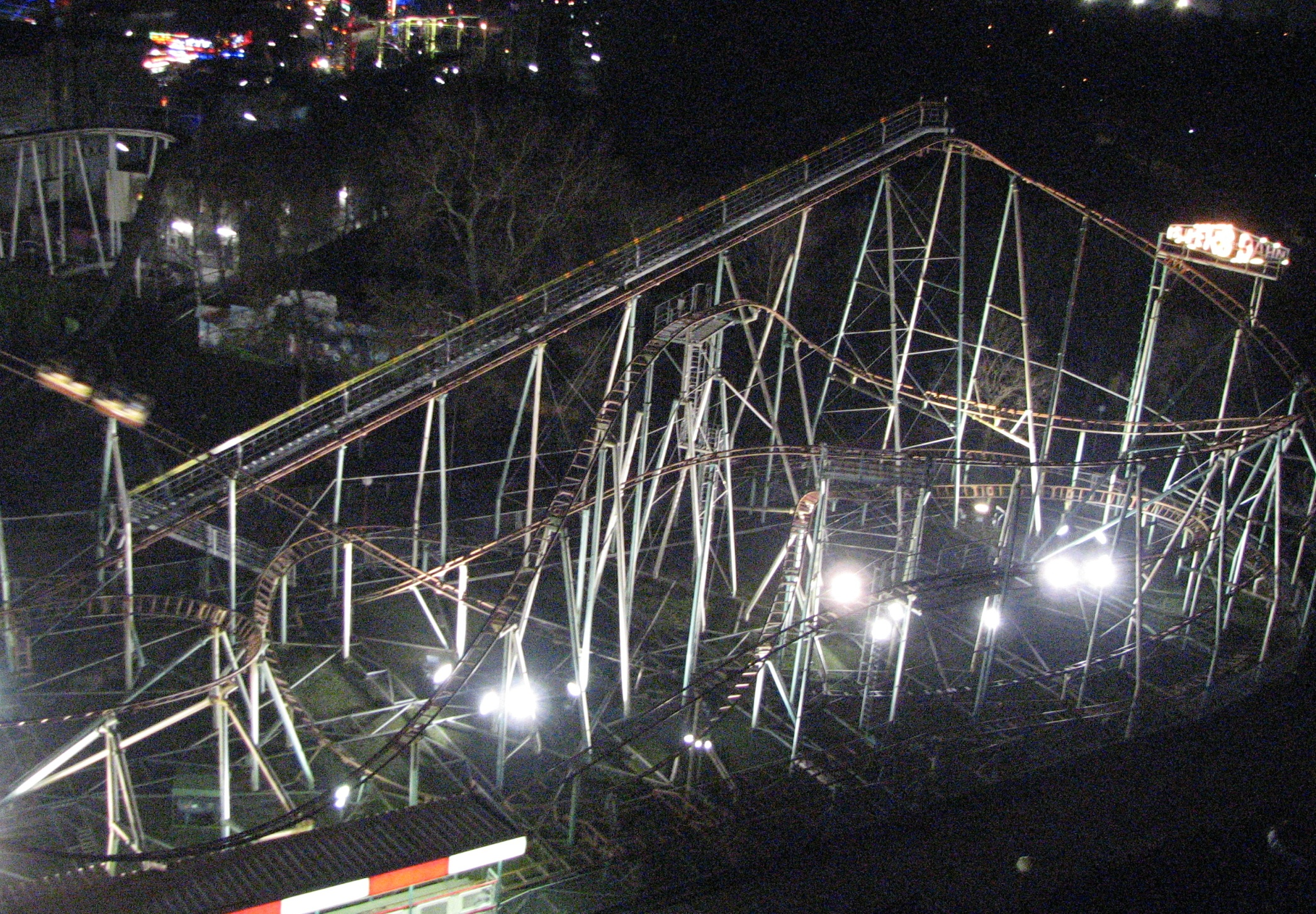
Super 8er Bahn au Prater de Vienne
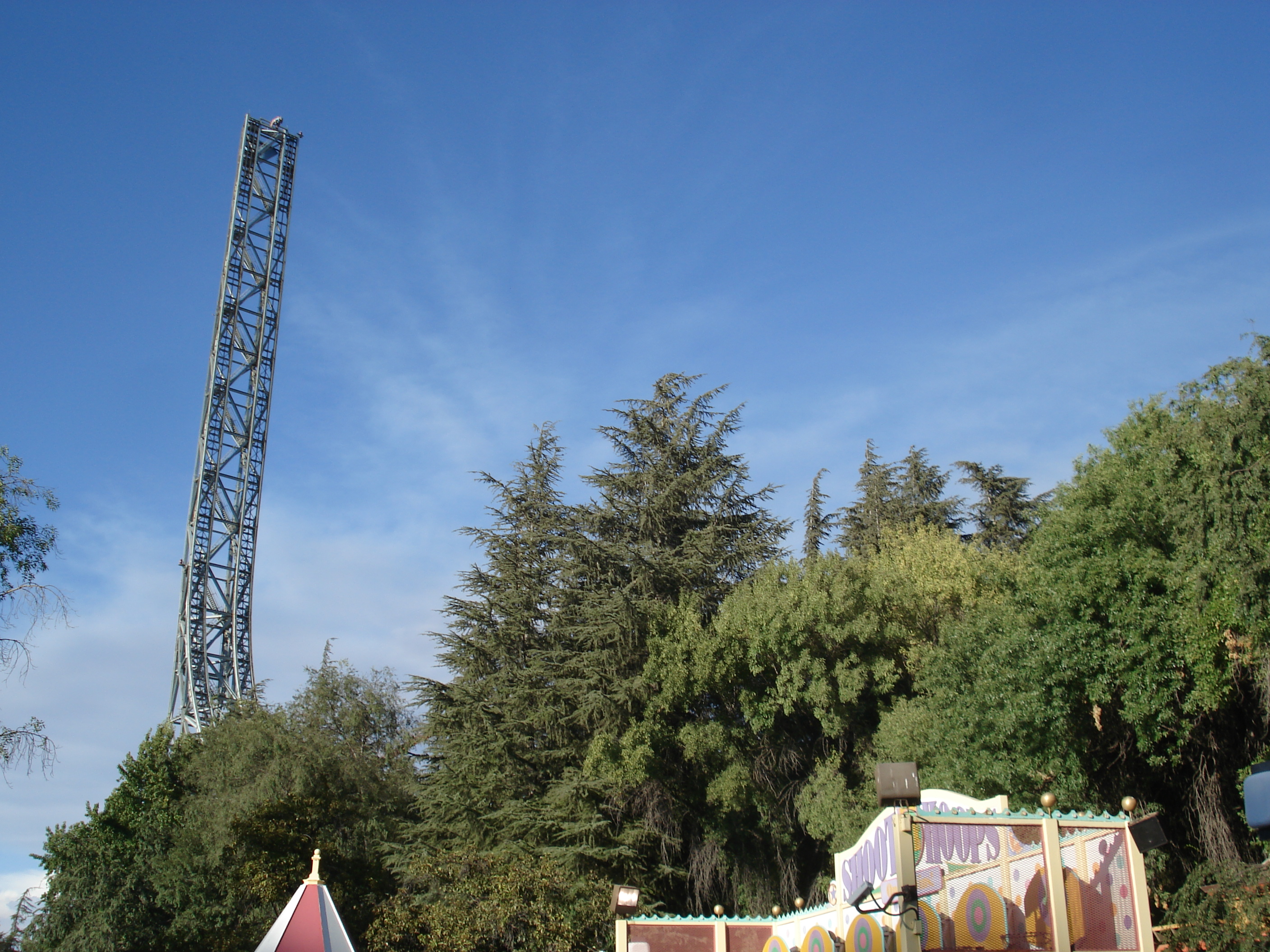
Superman The Escape à Six Flags Magic Mountain
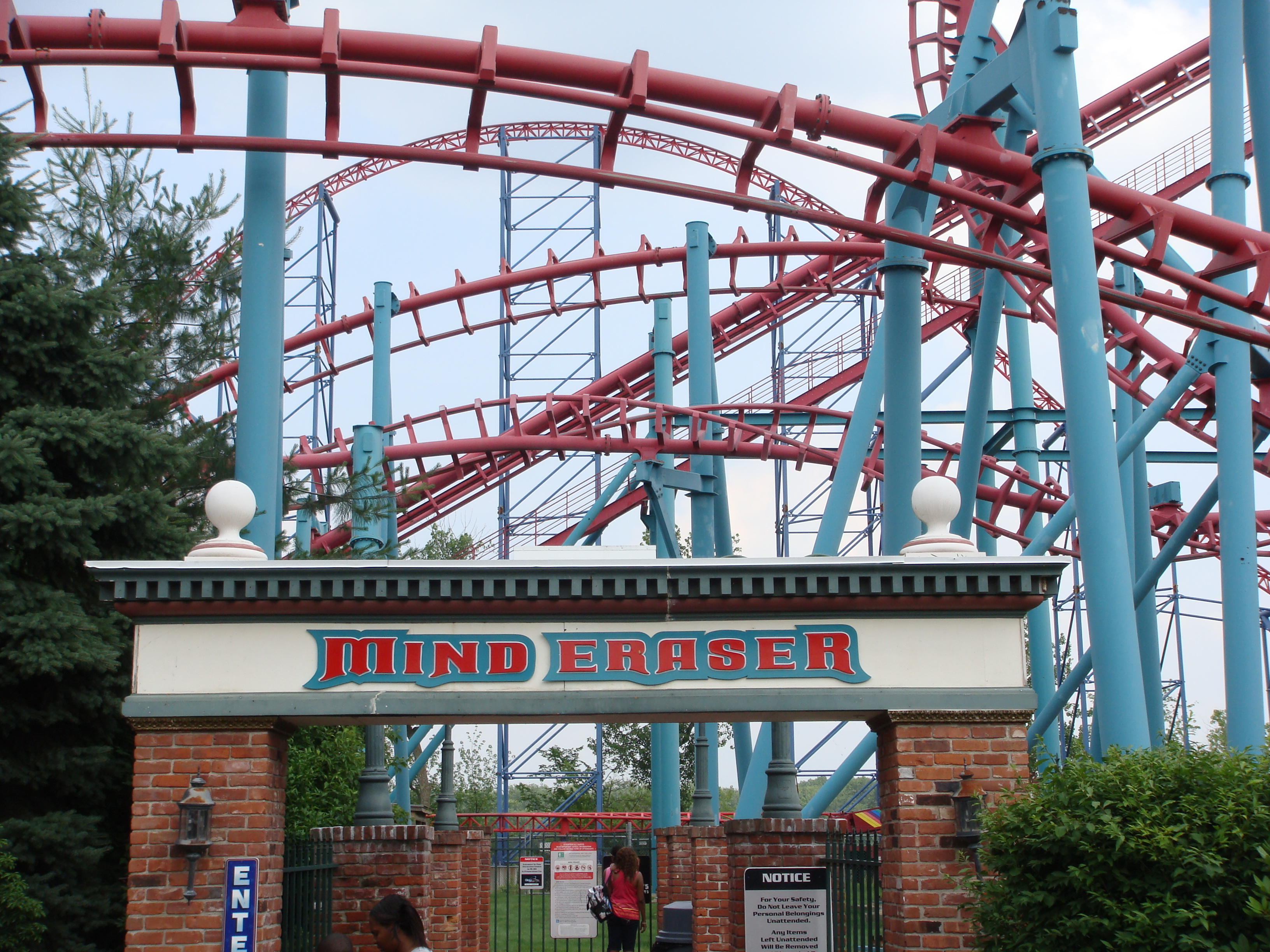
The Mind Eraser à Riverside: The Great Escape
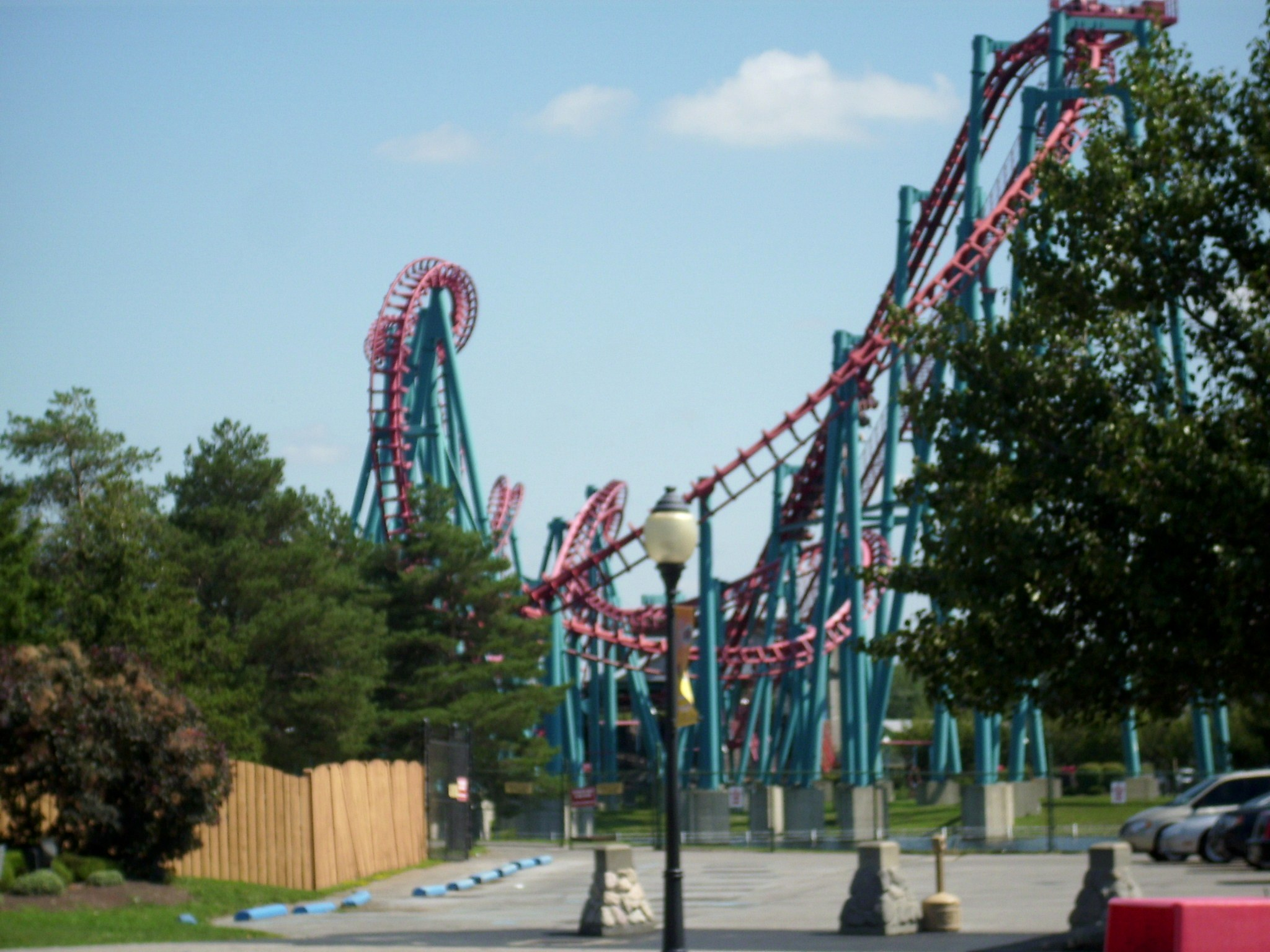
The Mind Eraser à Darien Fun Country
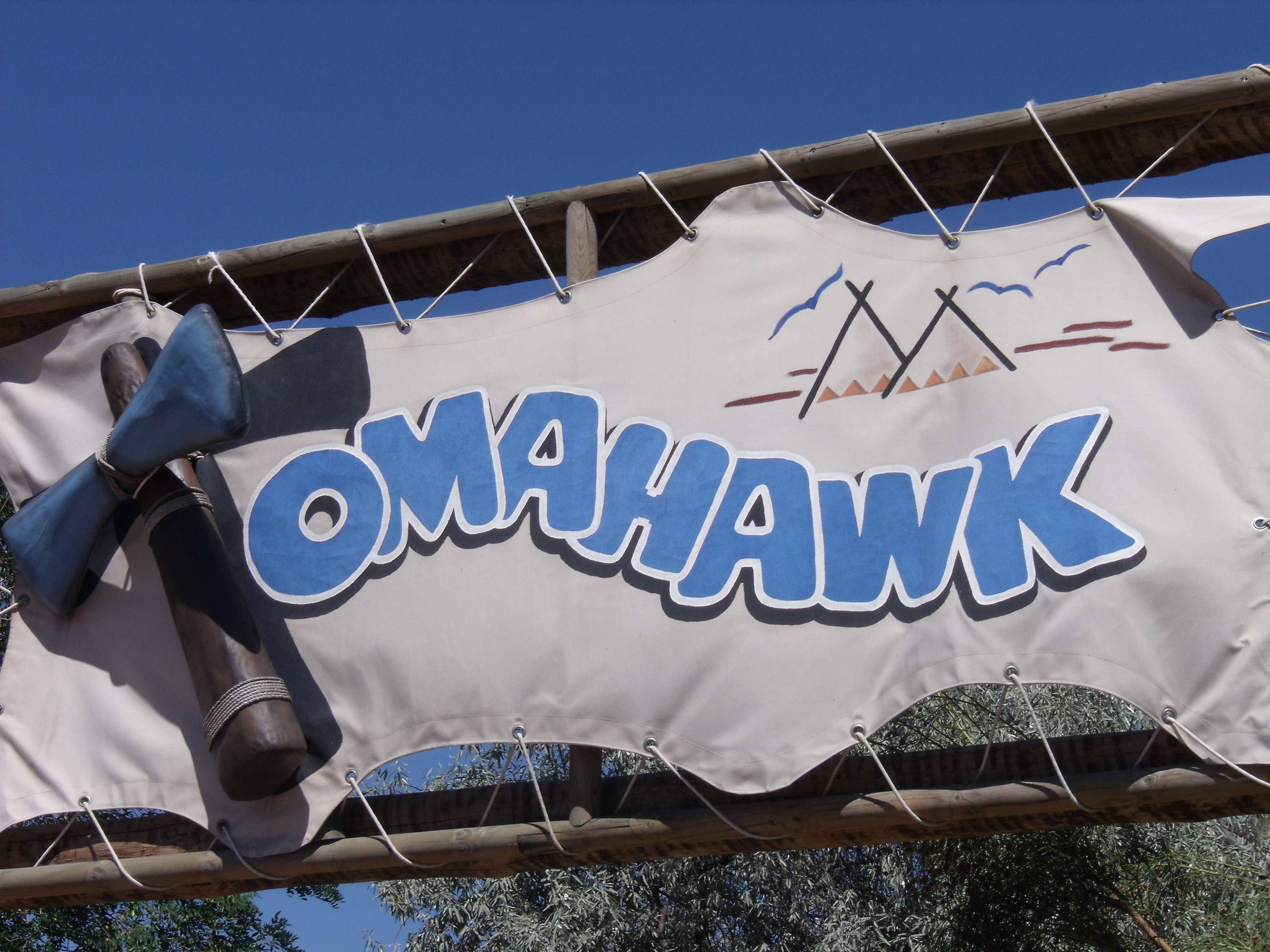
Enseigne de Tomahawk à Port Aventura
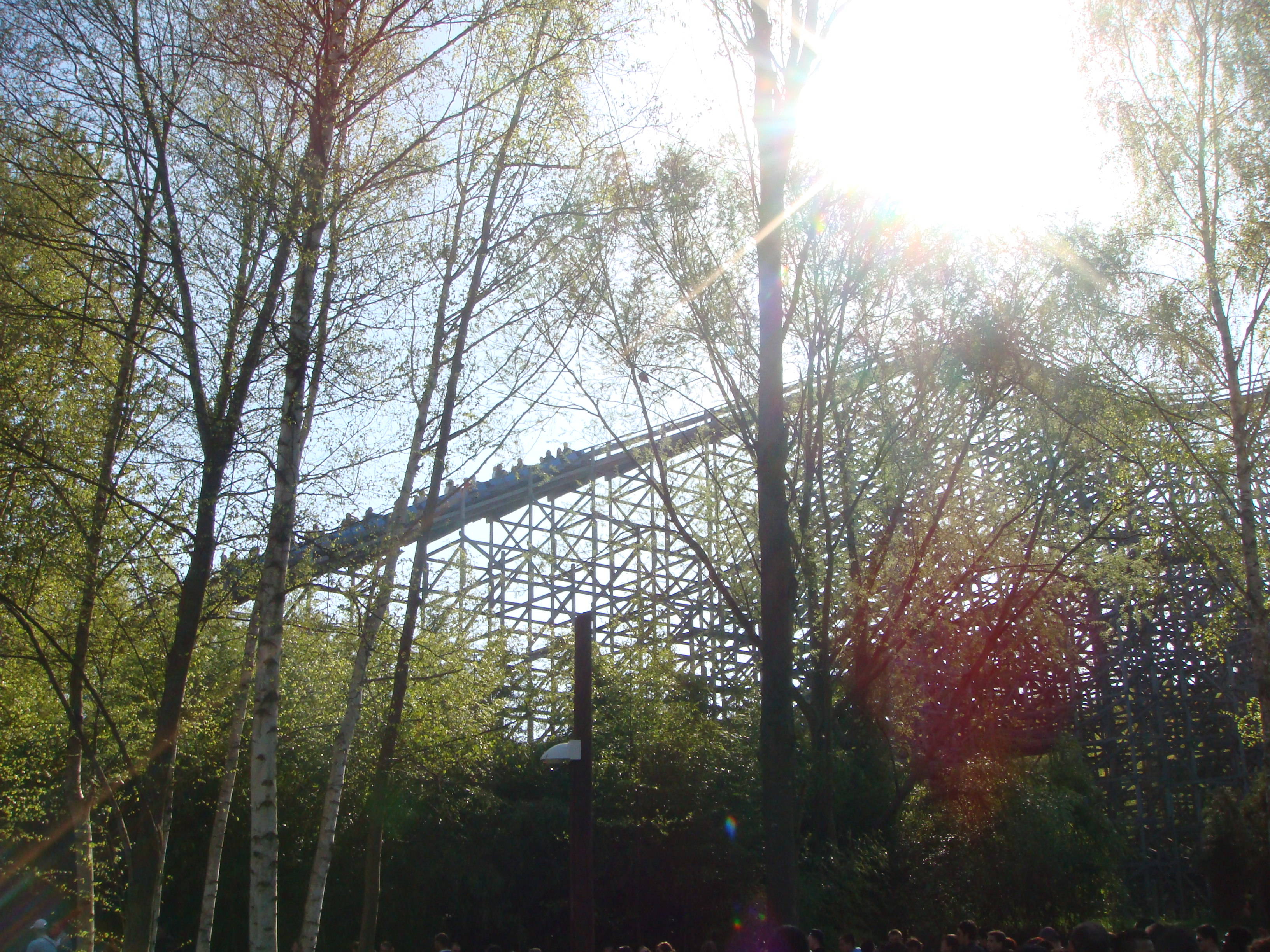
Tonnerre de Zeus au parc Astérix
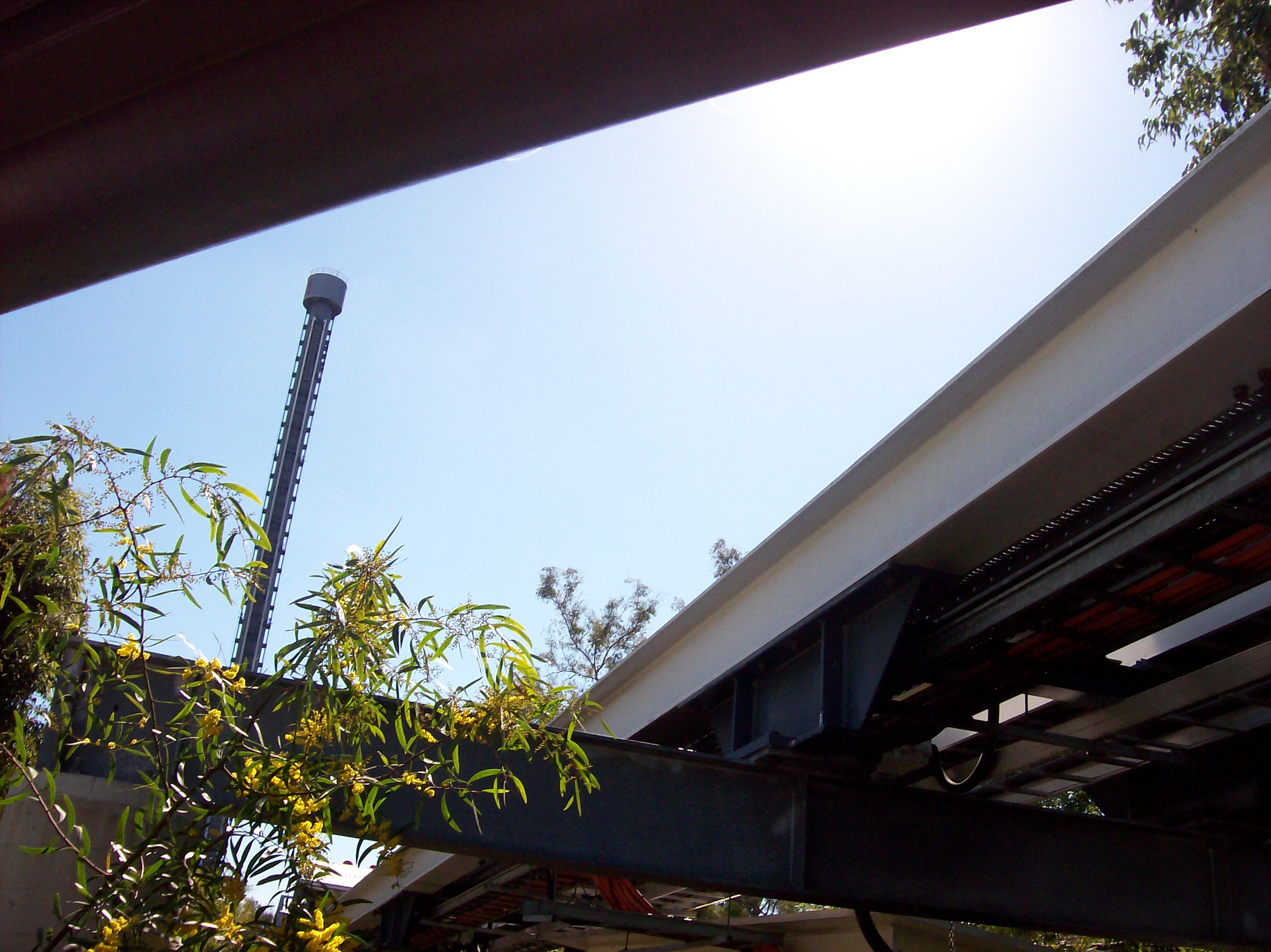
Tower of Terror à Dreamworld
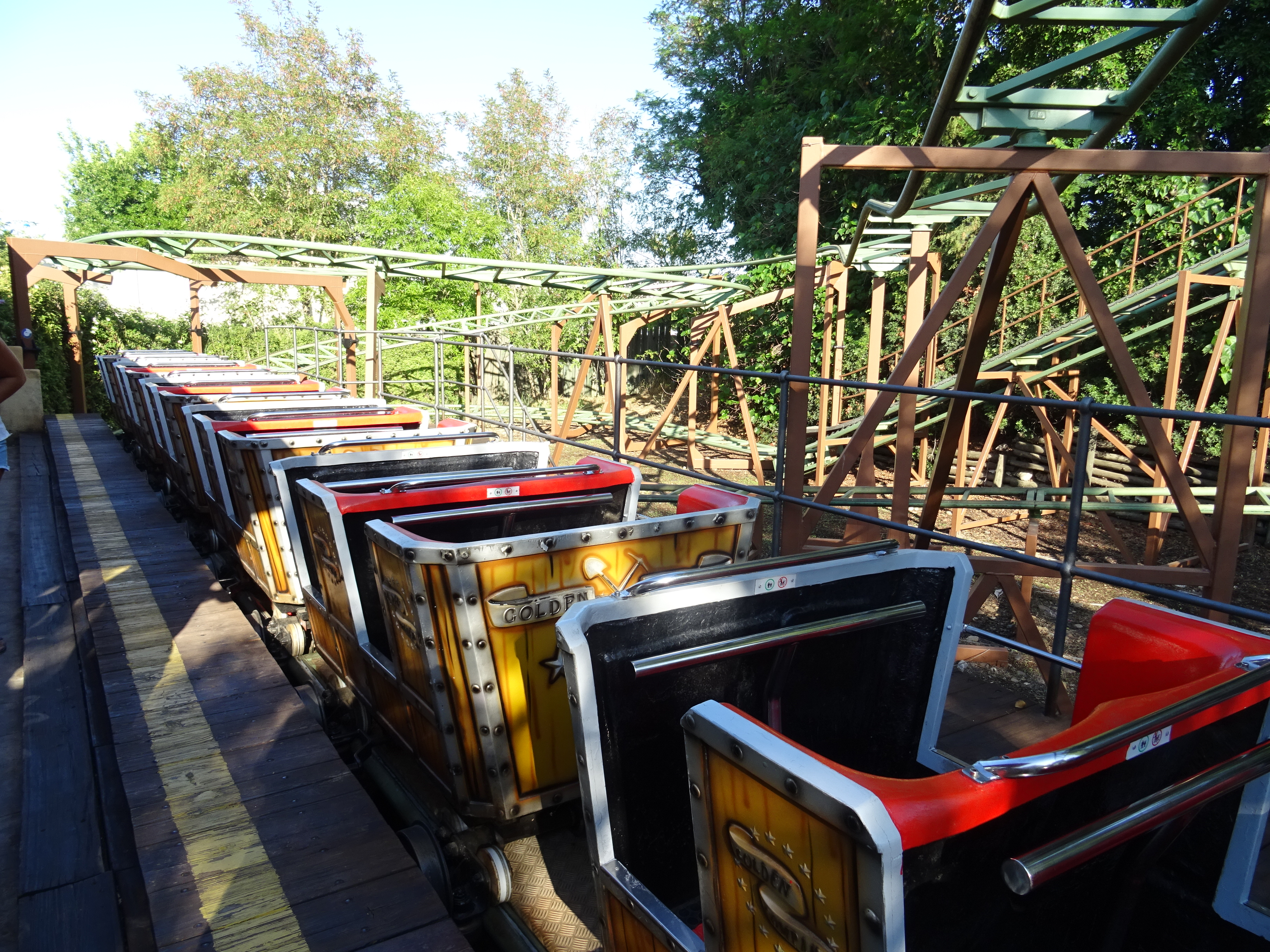
Train of Potosi à Isla Mágica
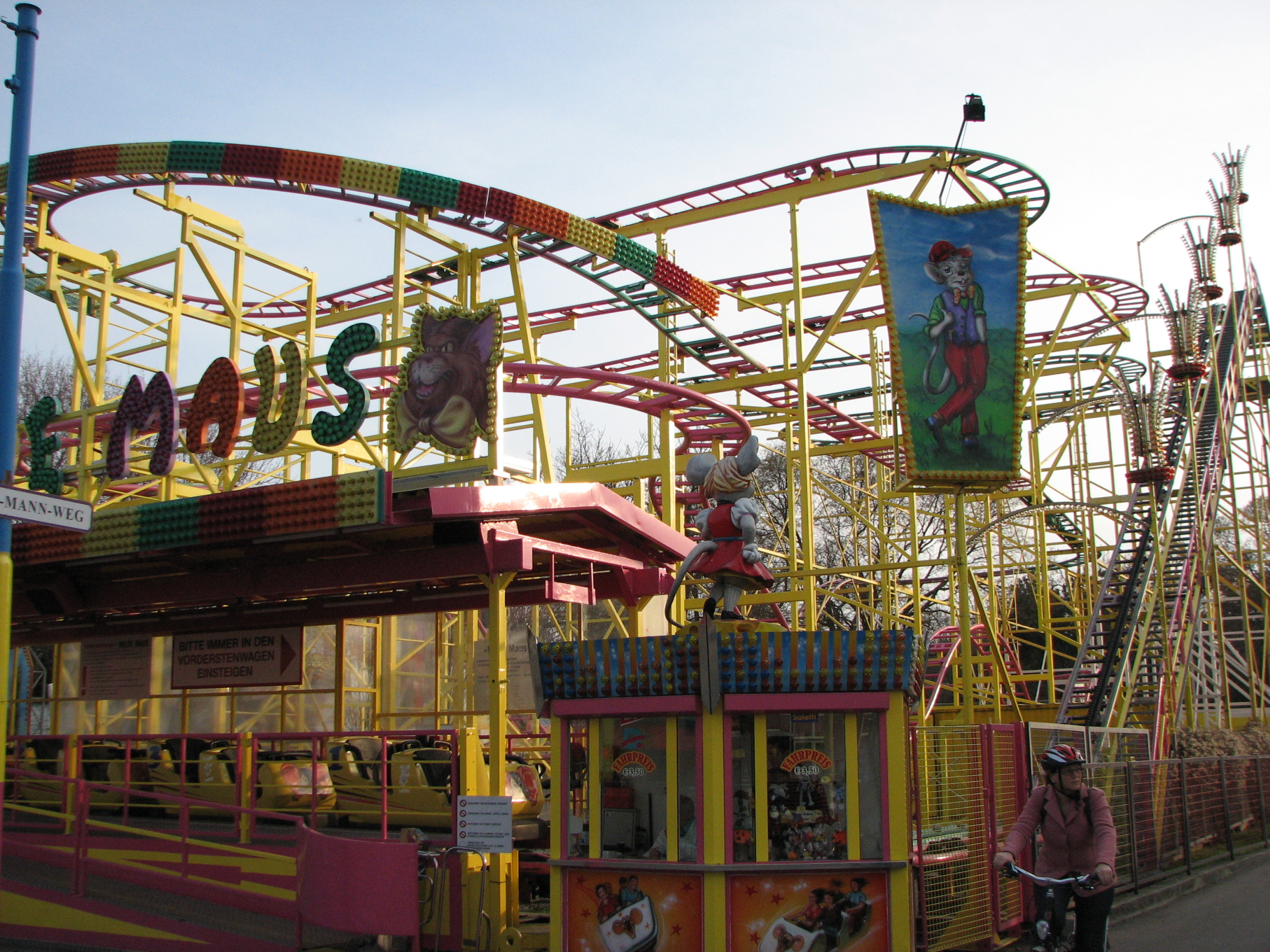
Wilde Maus au Prater de Vienne
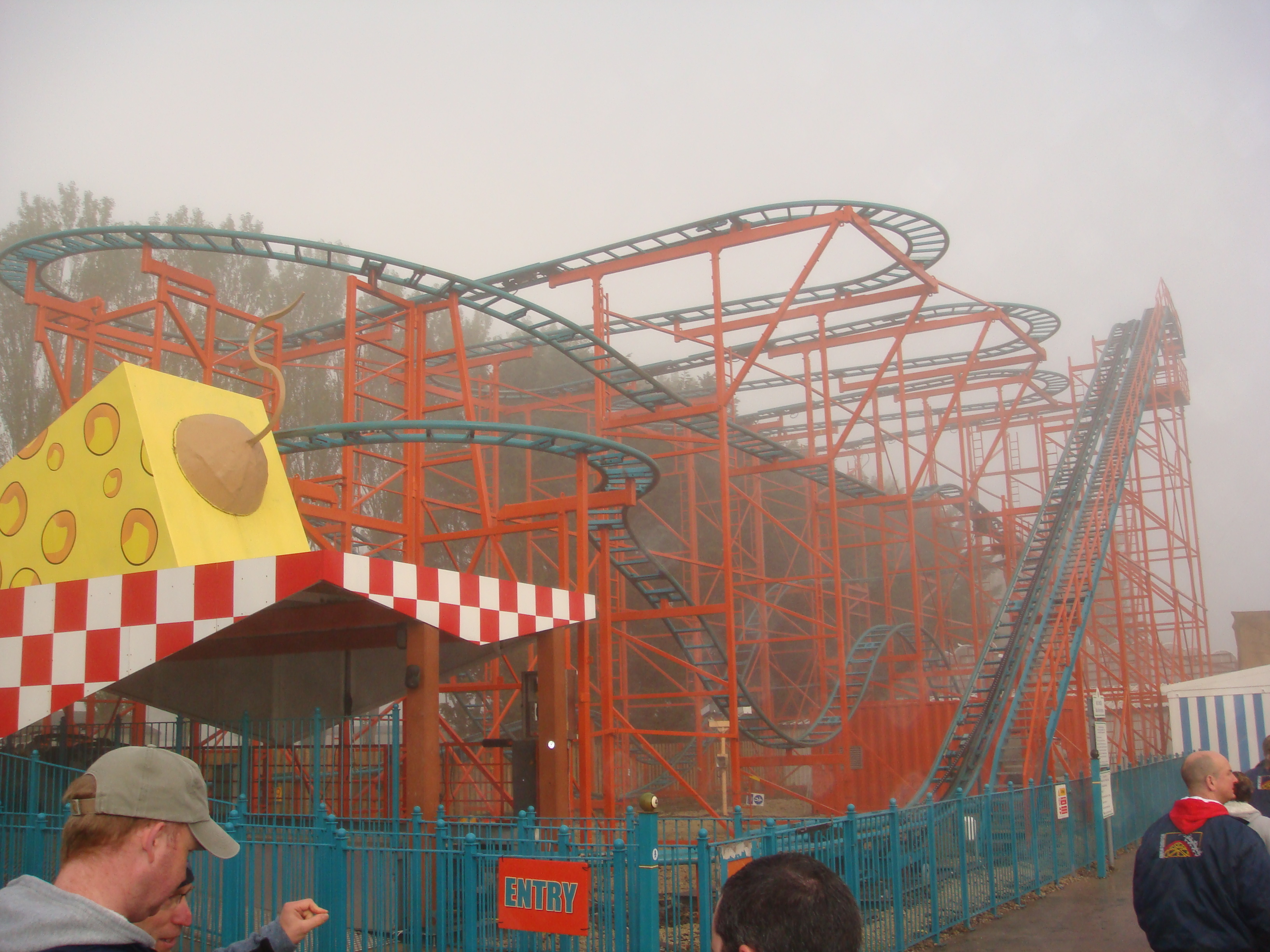
Wild Mouse à Flamingo Land
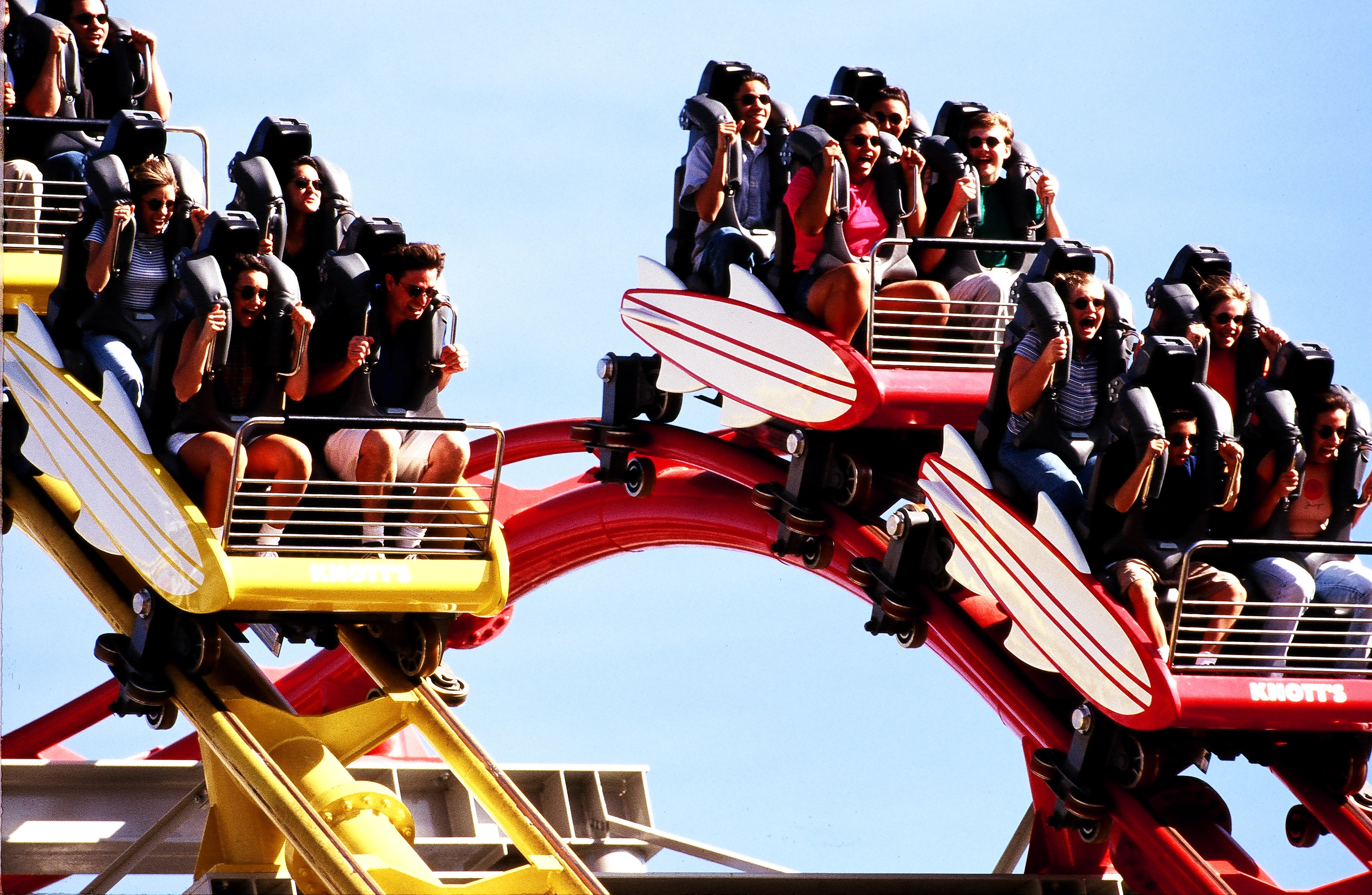
Windjammer Surf Racers à Knott's Berry Farm
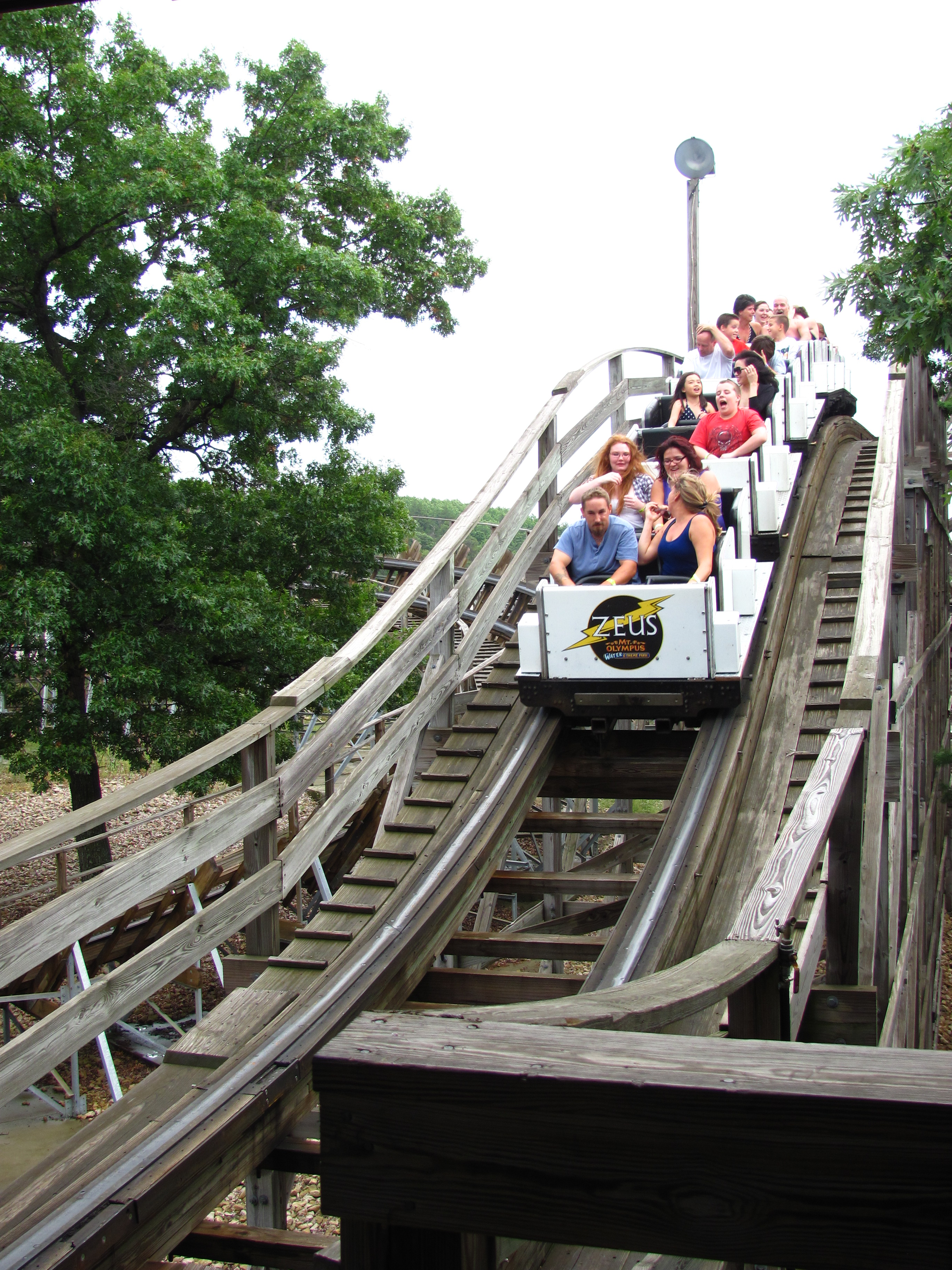
Zeus à Big Chief's Karts and Coasters

### Autres attractions
Cette liste est non exhaustive.
| Nom                                   | Type/Modèle                  | Constructeur             | Parc                            | Pays        |
| ------------------------------------- | ---------------------------- | ------------------------ | ------------------------------- | ----------- |
| Abenteuerfahrt durch die Piratenstadt | Parcours scénique            | Metallbau Emmeln/Heimo   | Rasti-Land                      | Allemagne   |
| Anaconda                              | Bûches                       | Mack Rides               | Isla Mágica                     | Espagne     |
| Caravelles (les)                      | Music Express                | Mack Rides               | Le Pal                          | France      |
| Columbia                              | Space Shot                   | S&S Power                | Mirabilandia                    | Italie      |
| Crisálida                             | Manège avion                 | Zamperla                 | Isla Mágica                     | Espagne     |
| Discovery                             | Turbo Drop                   | S&S Power                | Mirabilandia                    | Italie      |
| Dreamworld Tower                      | Tour de chute                | Intamin                  | Dreamworld                      | Australie   |
| Drop Zone: Stunt Tower                | Tour de chute                | Intamin                  | Paramount Canada's Wonderland   | Canada      |
| Free Fall Tower                       | Tour de chute                | Intamin                  | Holiday Park                    | Allemagne   |
| Ice Blast: The Ride                   | Space Shot                   | S&S Worldwide            | Blackpool Pleasure Beach        | Royaume-Uni |
| Iguazú                                | Shoot the Chute / Spillwater | Intamin                  | Isla Mágica                     | Espagne     |
| Jungle River                          | Bûches                       | Reverchon Industries     | Drievliet                       | Pays-Bas    |
| Kållerado                             | Rivière rapide en bouées     | Intamin                  | Liseberg                        | Suède       |
| Kättingflygaren                       | Chaises volantes             | Zierer                   | Gröna Lund                      | Suède       |
| La Máquina                            | Frisbee                      | Huss Rides               | Parque de Atracciones de Madrid | Espagne     |
| Los Toneles                           | Tasses                       | Zamperla                 | Isla Mágica                     | Espagne     |
| MicroAdventures                       | Cinéma 3D                    | Walt Disney Imagineering | Tokyo Disneyland                | Japon       |
| Piraat                                | Bateau à bascule             | Huss Rides               | Attractiepark Slagharen         | Pays-Bas    |
| Pitt Fall                             | Tour de chute                | Intamin                  | Kennywood                       | États-Unis  |
| Pony Express                          | Chevaux Galopants            | Soquet                   | Fraispertuis-City               | France      |
| Rápidos del Orinoco                   | Rivière rapide en bouée      | Intamin                  | Isla Mágica                     | Espagne     |
| Rio Grande Rafting                    | Rivière rapide en bouées     | Interlink                | Djurs Sommerland                | Danemark    |
| Ripsaw                                | Top Spin                     | Huss Rides               | Alton Towers                    | Royaume-Uni |
| Rueda Primavera                       | Grande roue pour enfants     | Zamperla                 | Isla Mágica                     | Espagne     |
| Shipwreck Falls                       | Shoot the Chute              | Hopkins Rides            | Elitch Gardens                  | États-Unis  |
| Shipwreck Falls                       | Shoot the Chute              | Hopkins Rides            | Riverside: The Great Escape     | États-Unis  |
| Sklooosh                              | Shoot the Chute              | Hopkins Rides            | Knoebels                        | États-Unis  |
| Sungai Kalimantan                     | Rivière rapide de bouées     | Bear Rides               | Avonturenpark Hellendoorn       | Pays-Bas    |
| The Old Mine 1910                     | Parcours scénique            |                          | Parque de Atracciones de Madrid | Espagne     |
| Tower of Doom                         | Tour de chute                | Intamin                  | Elitch Gardens                  | États-Unis  |
| Viking                                | bateau à bascule             | Far Fabbri               | Parc du Bocasse                 | France      |
| Wild Arctic                           | Cinéma dynamique             | Reflectone, Inc.         | SeaWorld San Diego              | États-Unis  |
| Wildwasserbahn                        | Bûches                       | Reverchon Industries     | Bayern Park                     | Allemagne   |
| Xtreme Skyflyer                       | Skycoaster                   | Skycoaster, Inc.         | California's Great America      | États-Unis  |

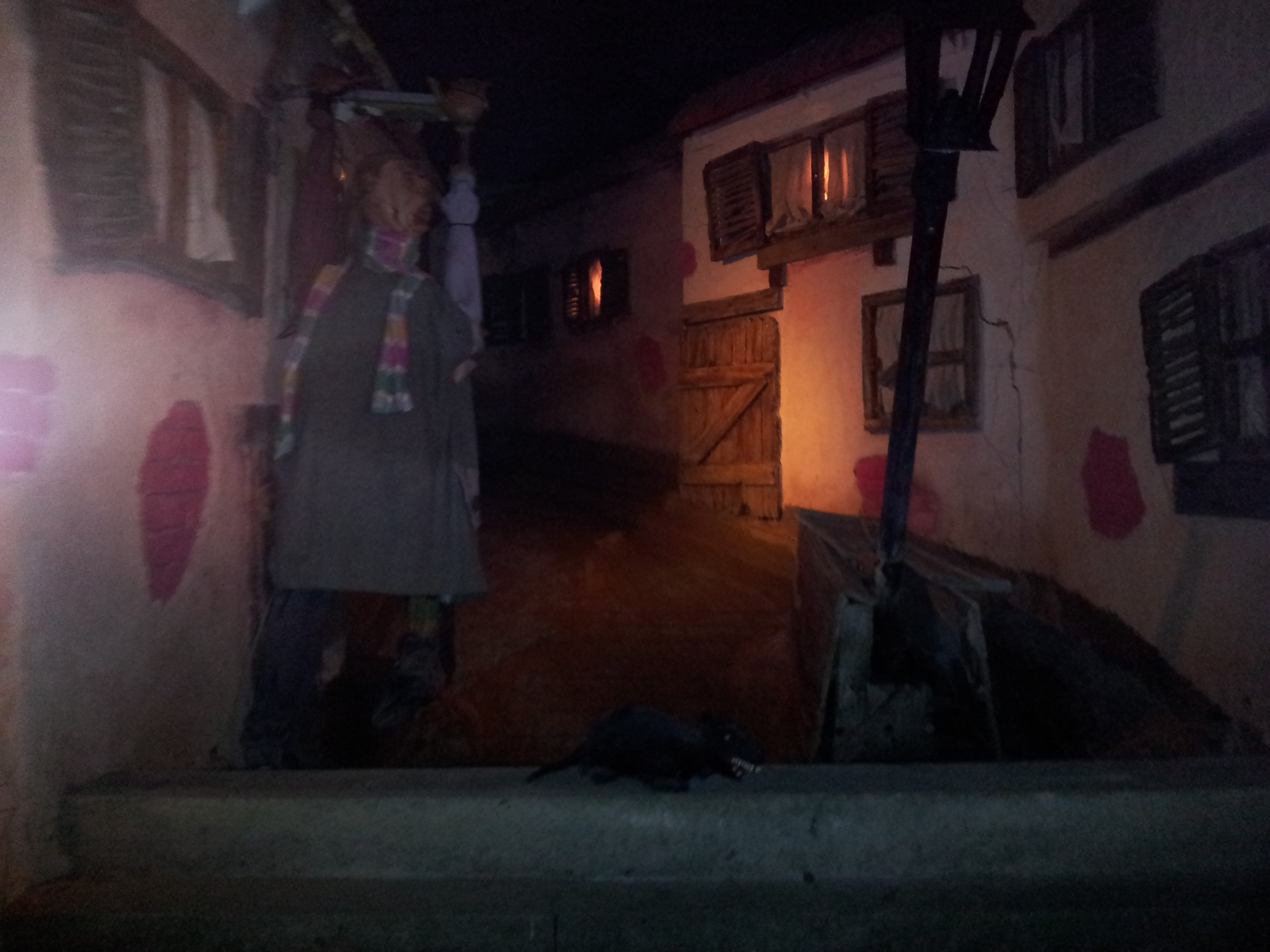
Abenteuerfahrt durch die Piratenstadt à Rasti-Land
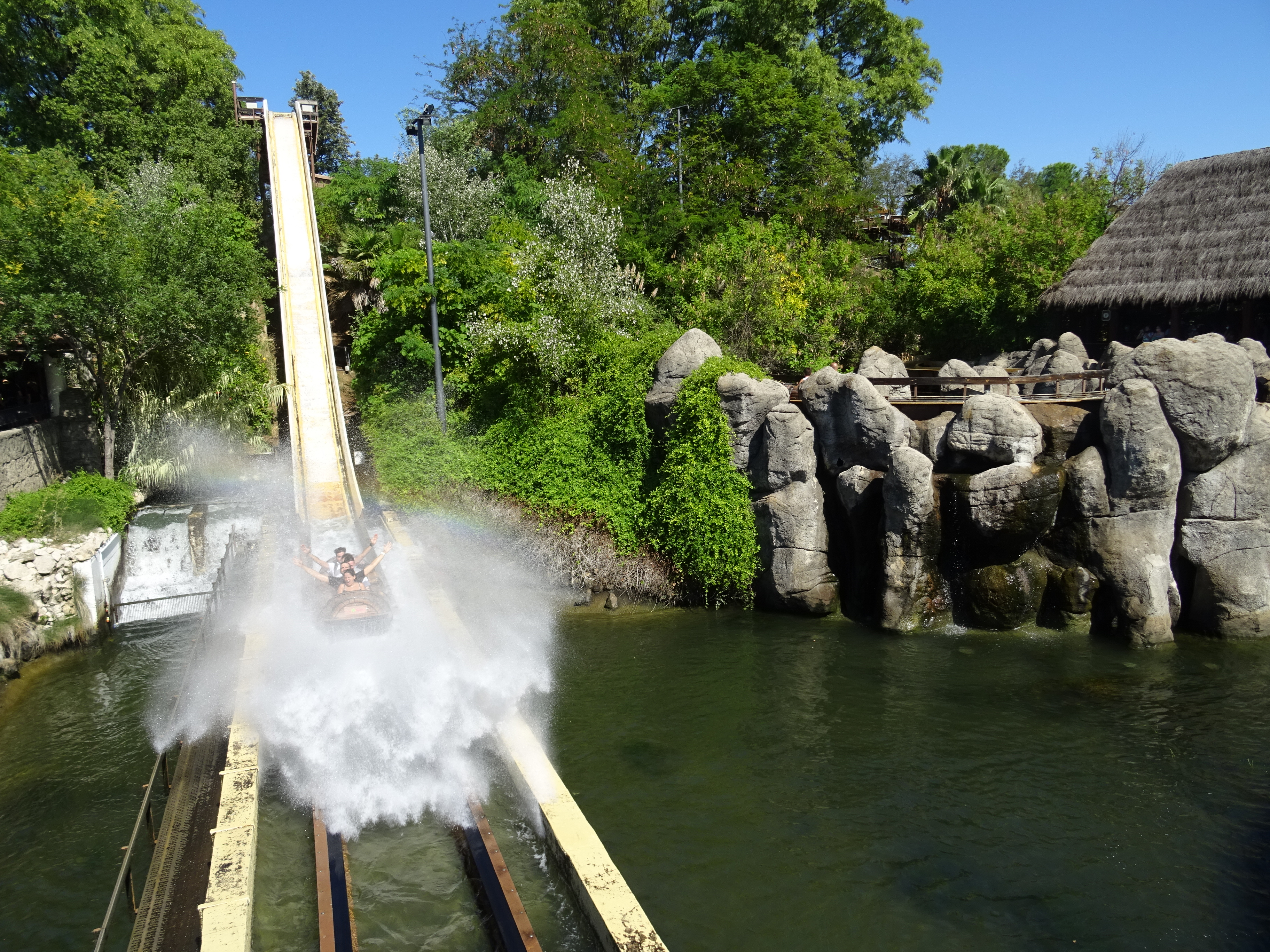
Anaconda à Isla Mágica
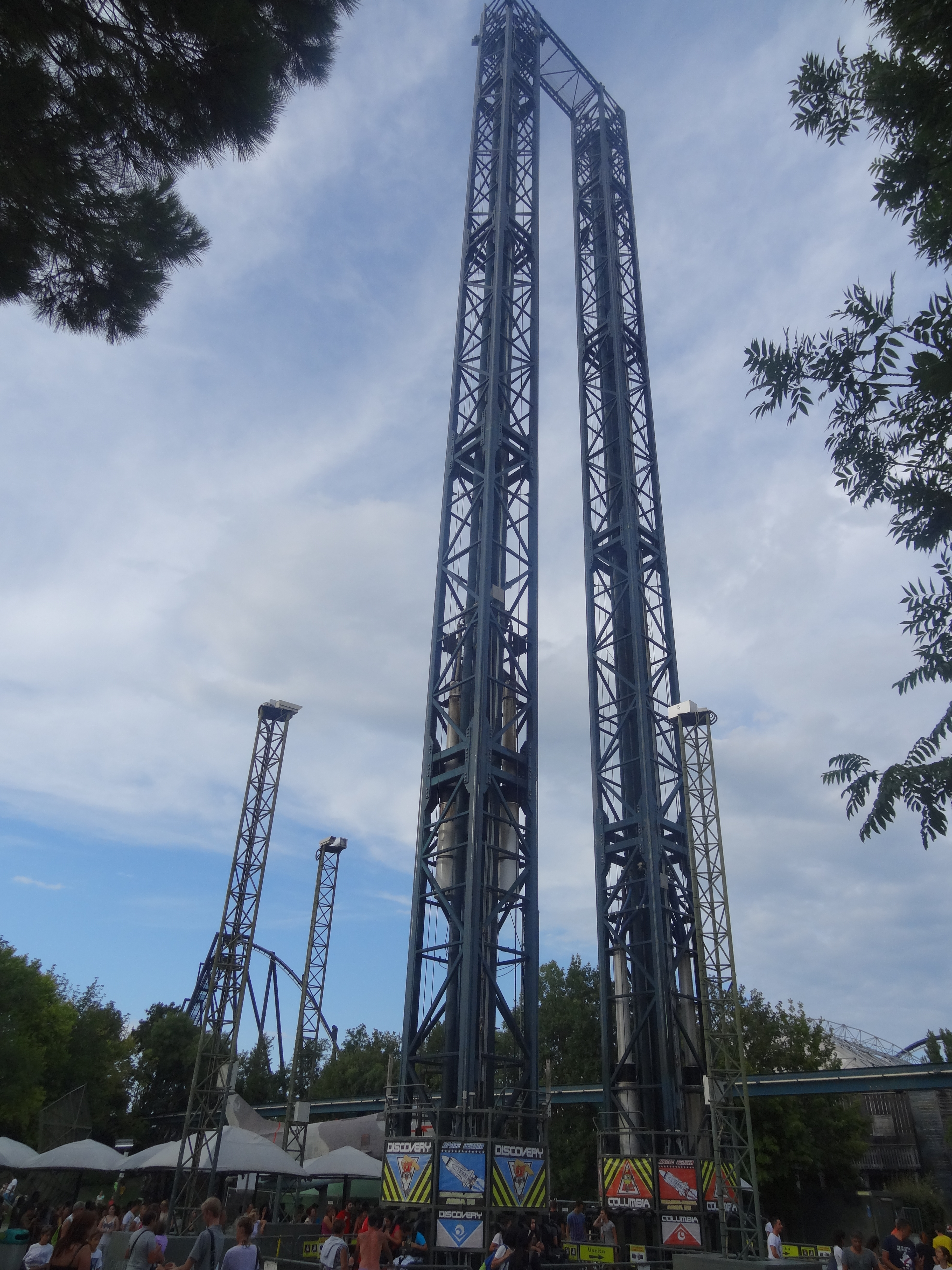
Columbia et Discovery à Mirabilandia
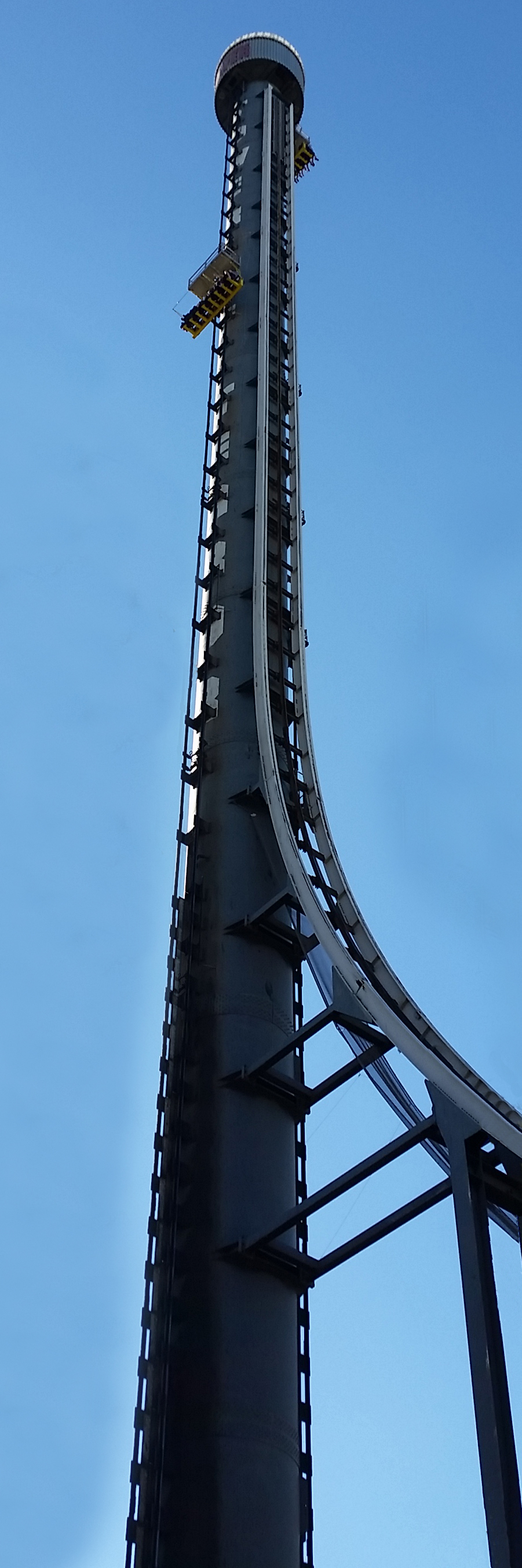
Dreamworld Tower à Dreamworld
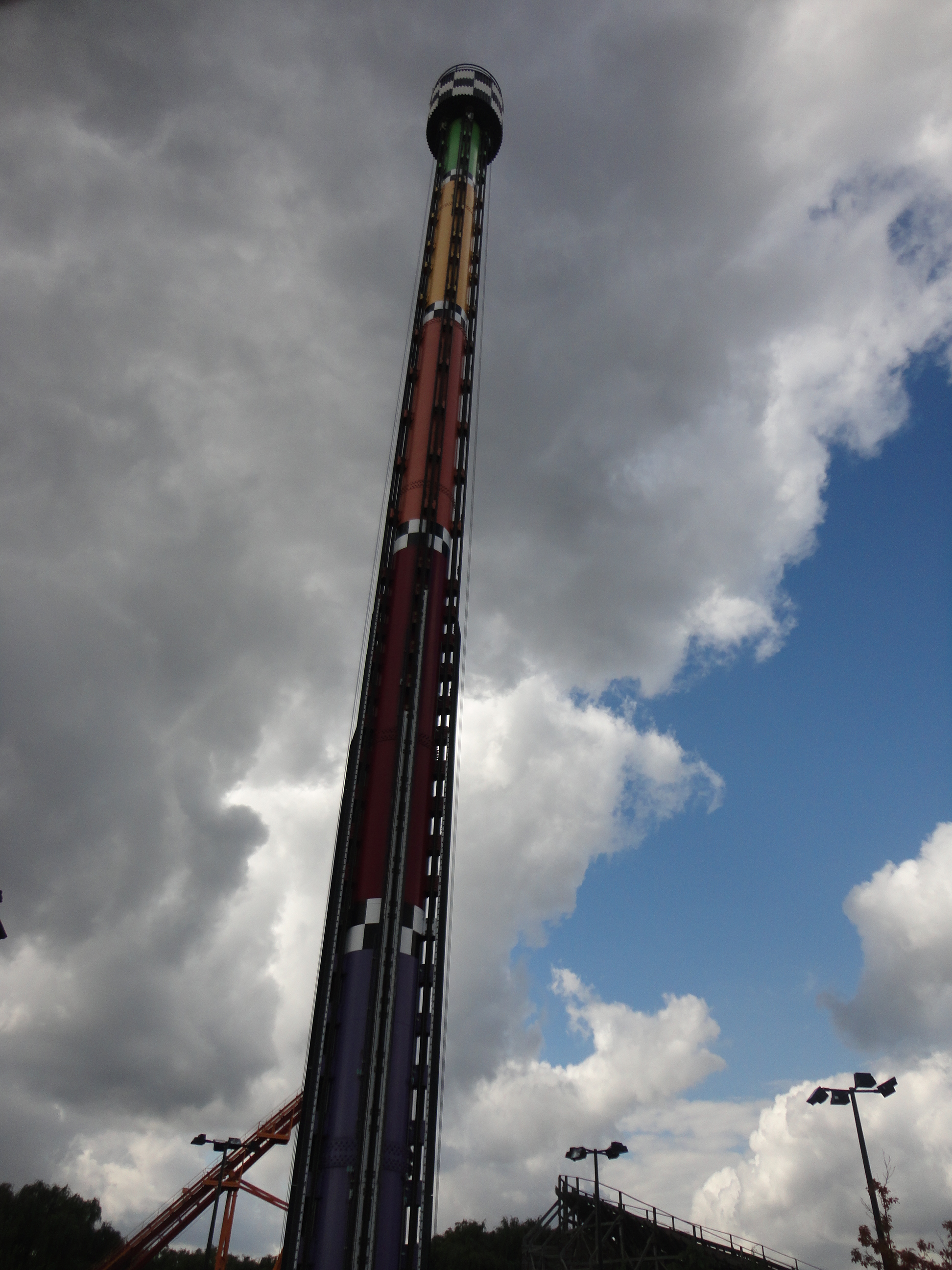
Drop Zone: Stunt Tower à Paramount Canada's Wonderland
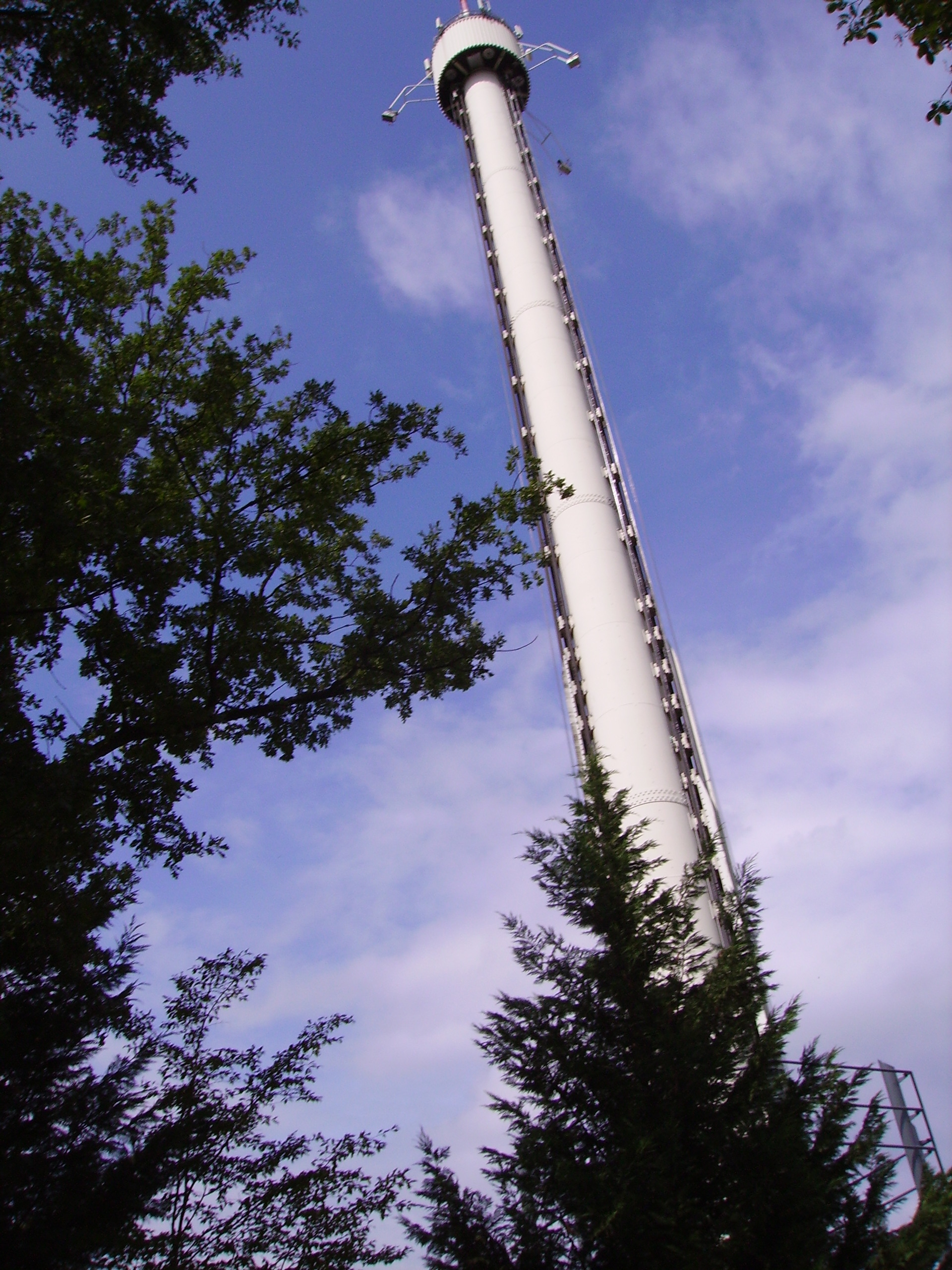
Free Fall Tower à Holiday Park
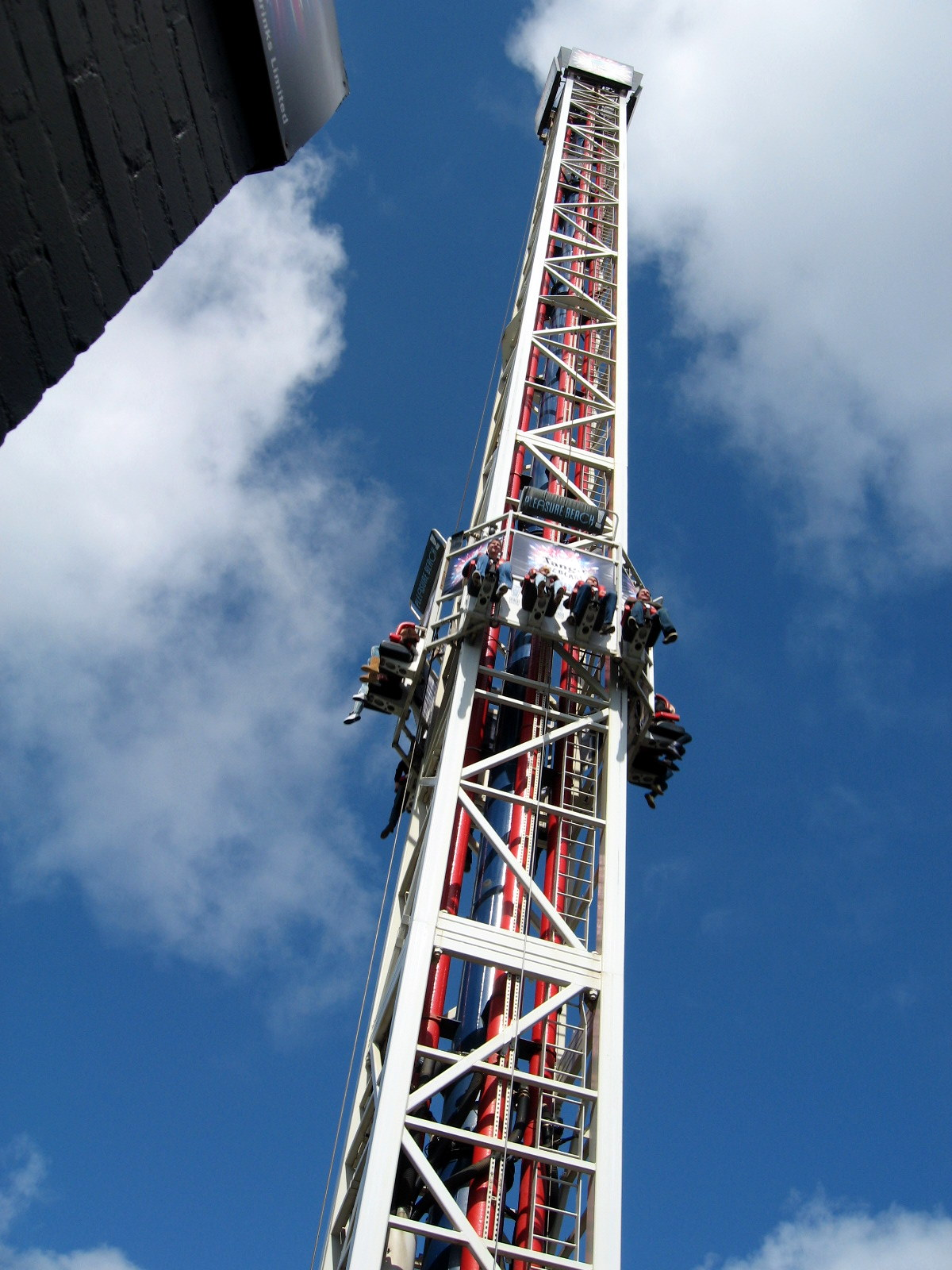
Ice Blast: The Ride à Blackpool Pleasure Beach
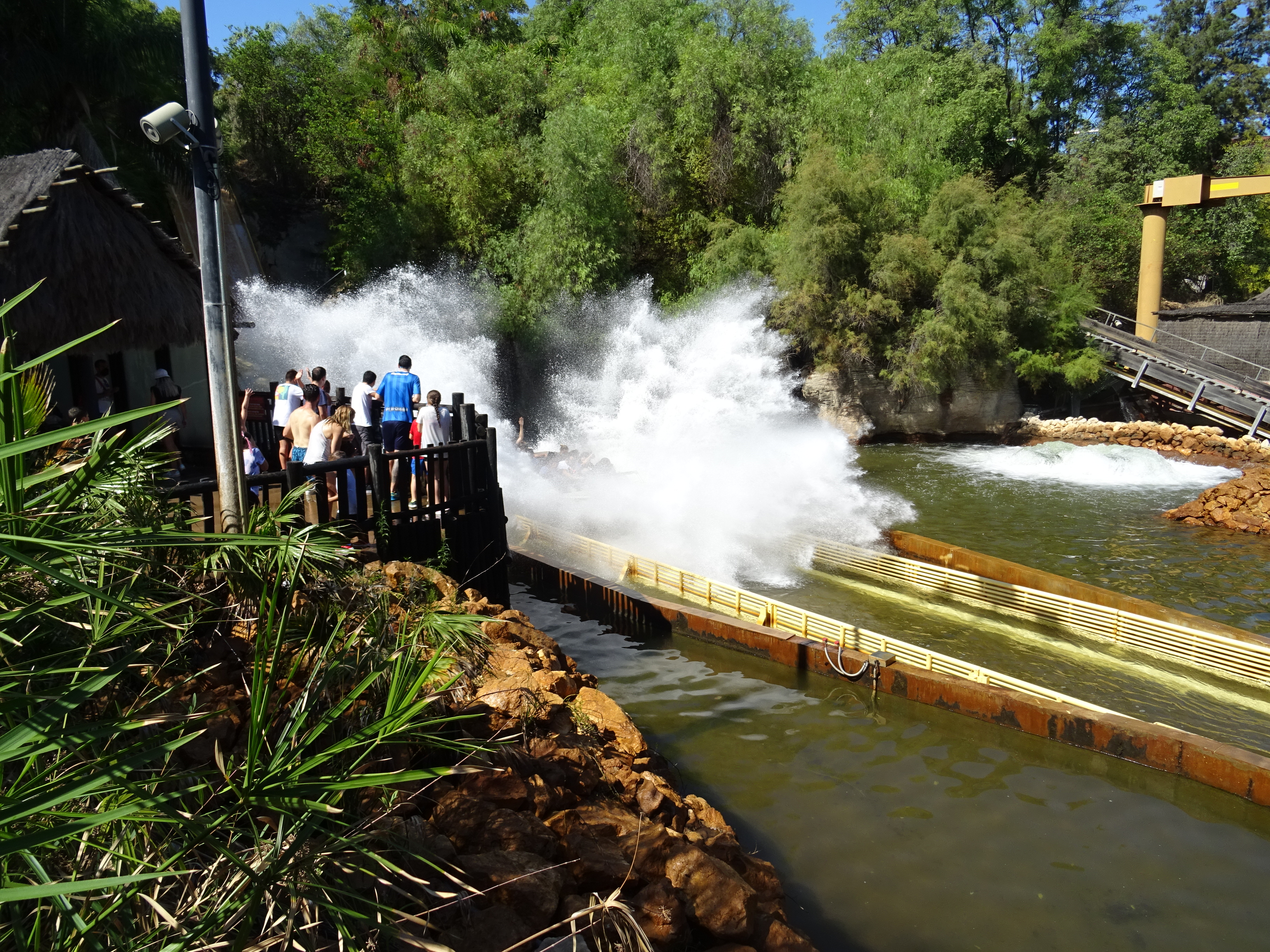
Iguazú à Isla Mágica
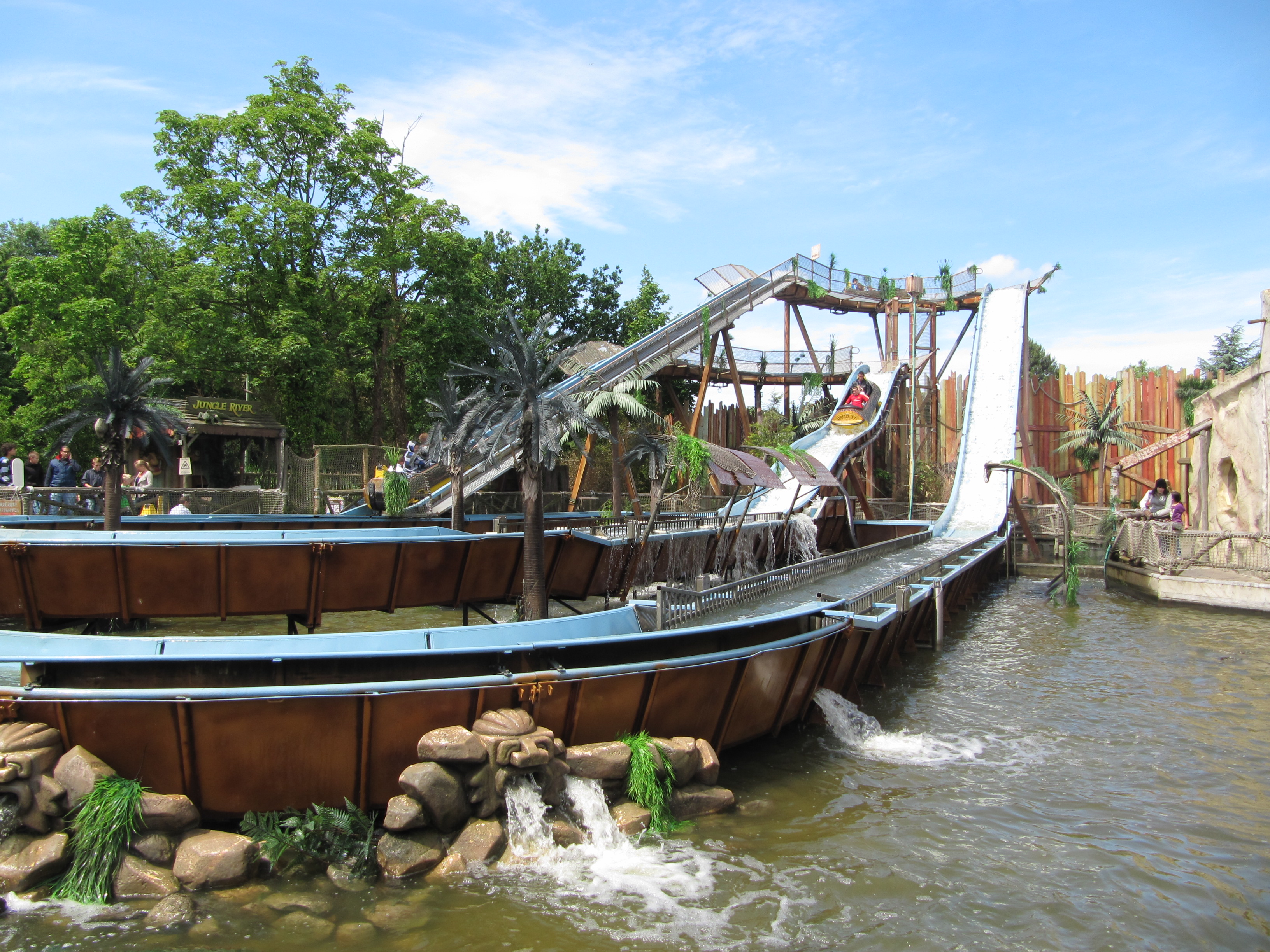
Jungle River à Drievliet
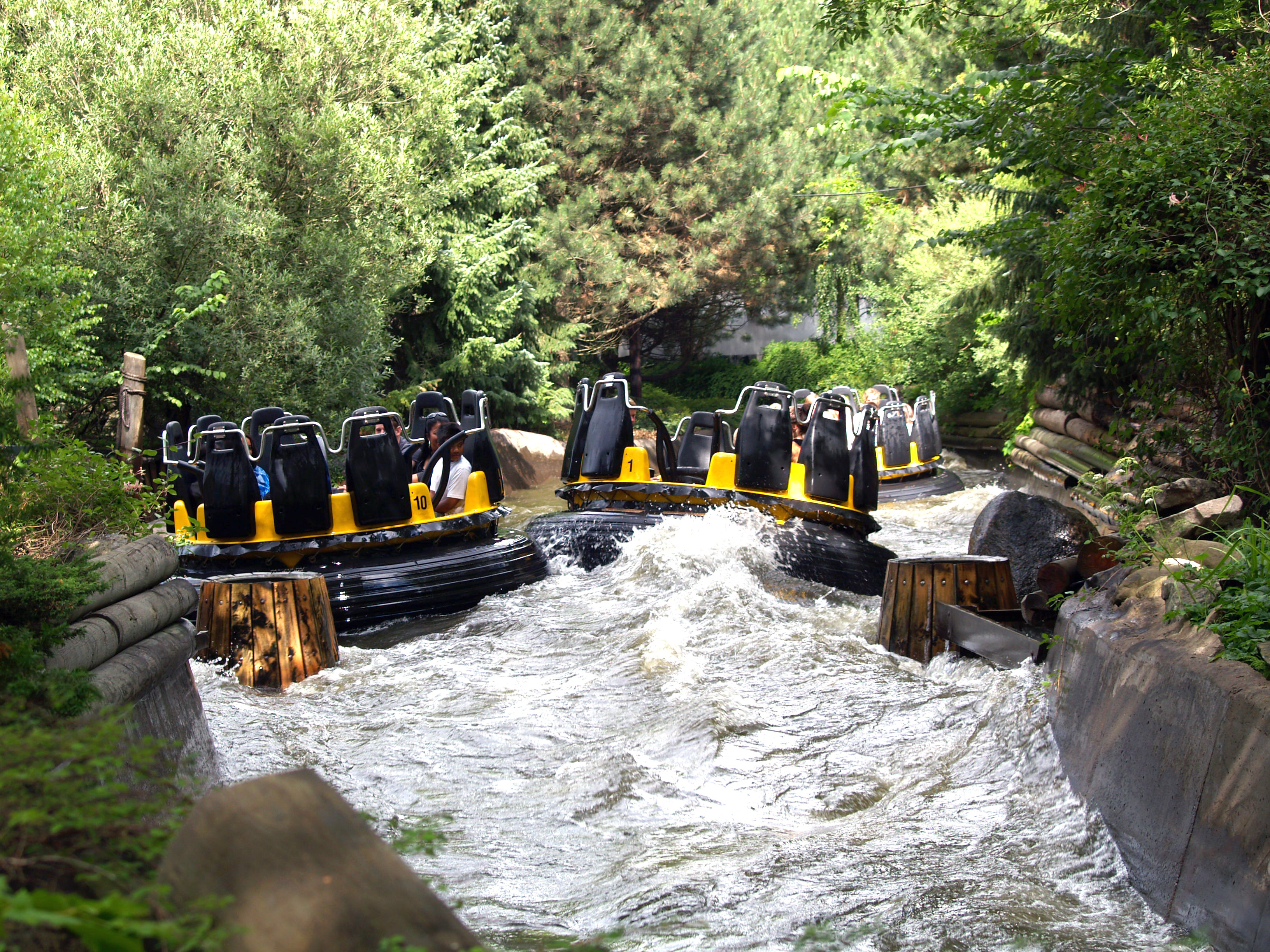
Kållerado à Liseberg
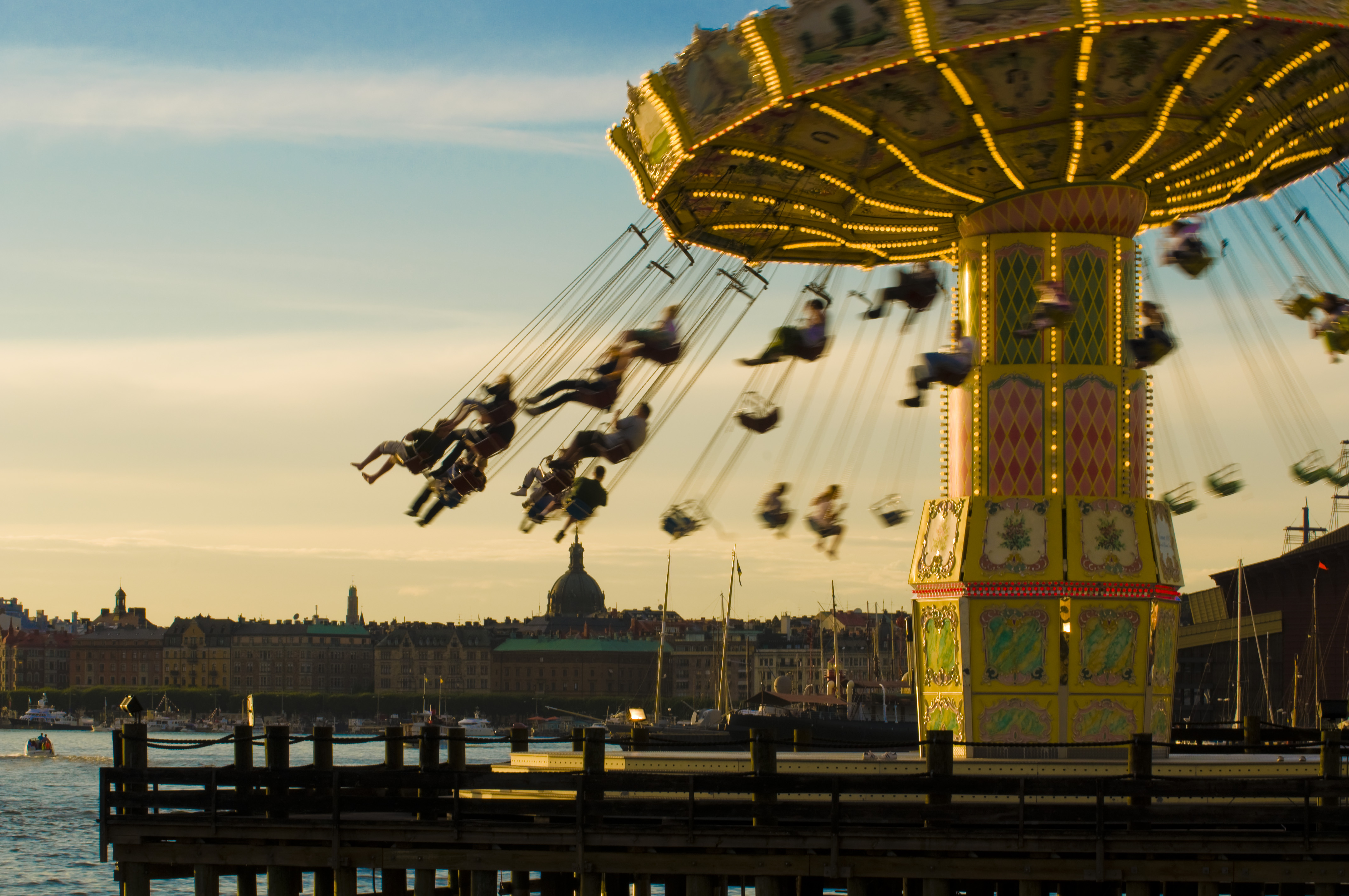
Kättingflygaren à Gröna Lund
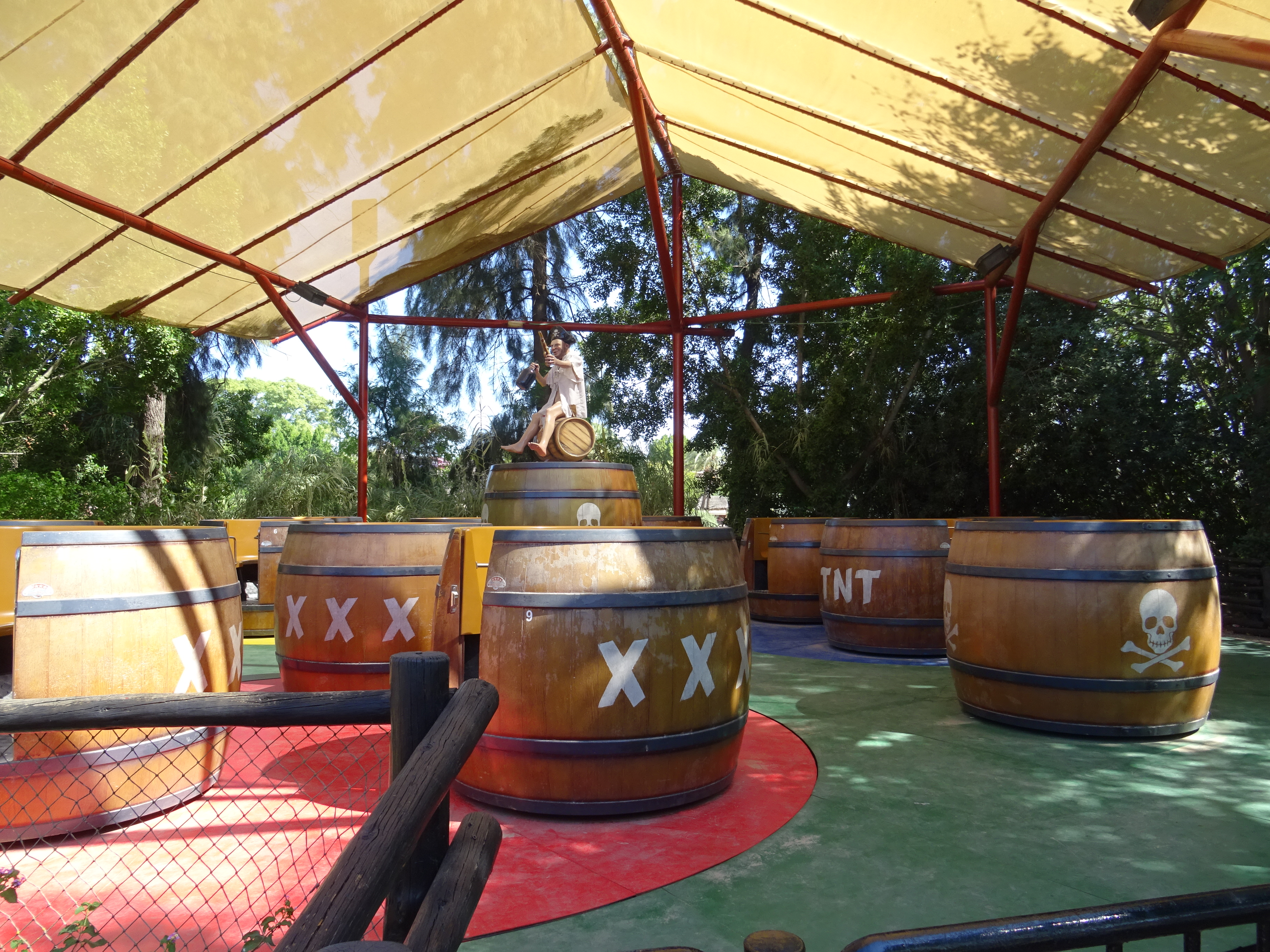
Los Toneles à Isla Mágica
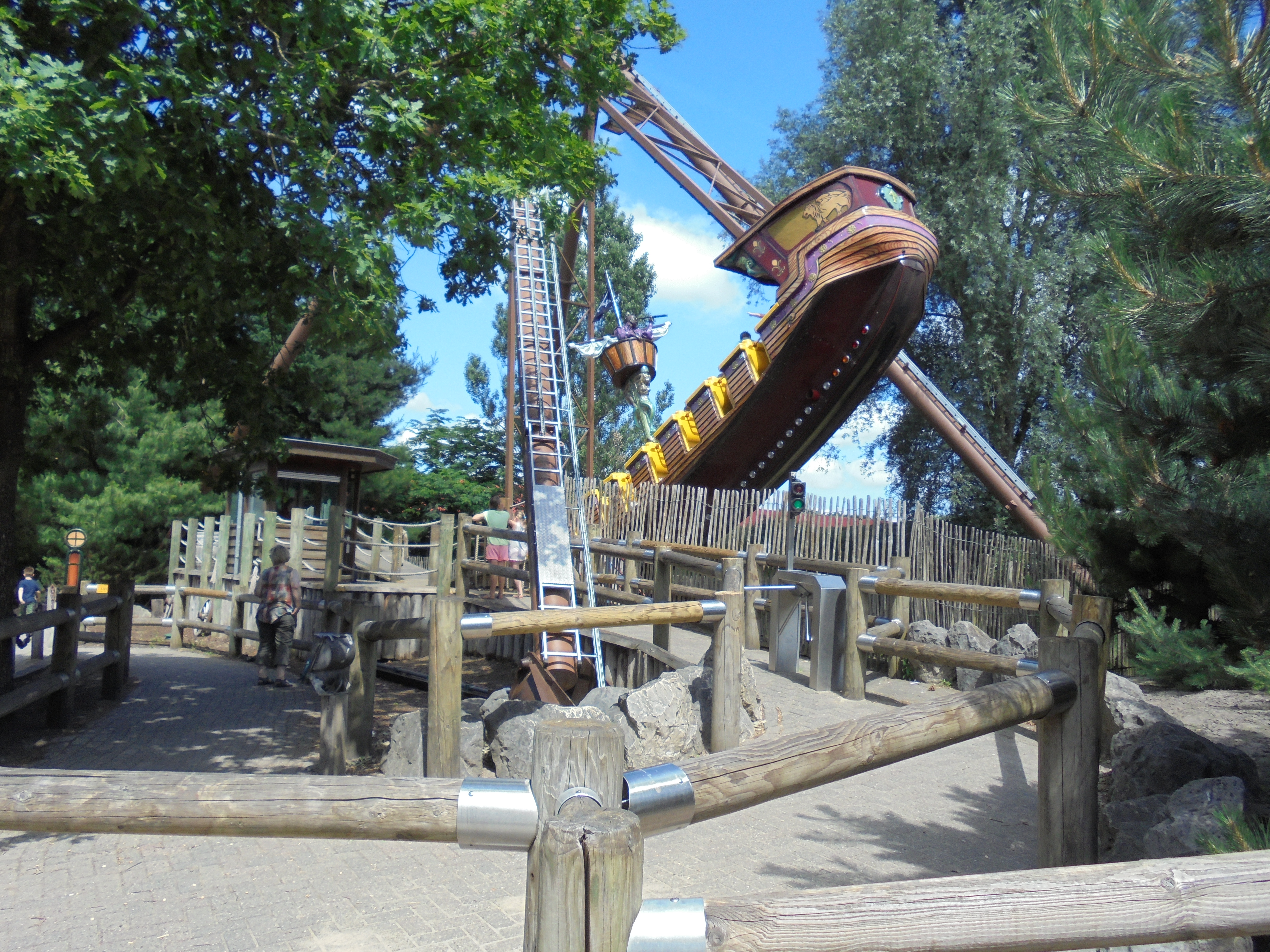
Piraat à Attractiepark Slagharen
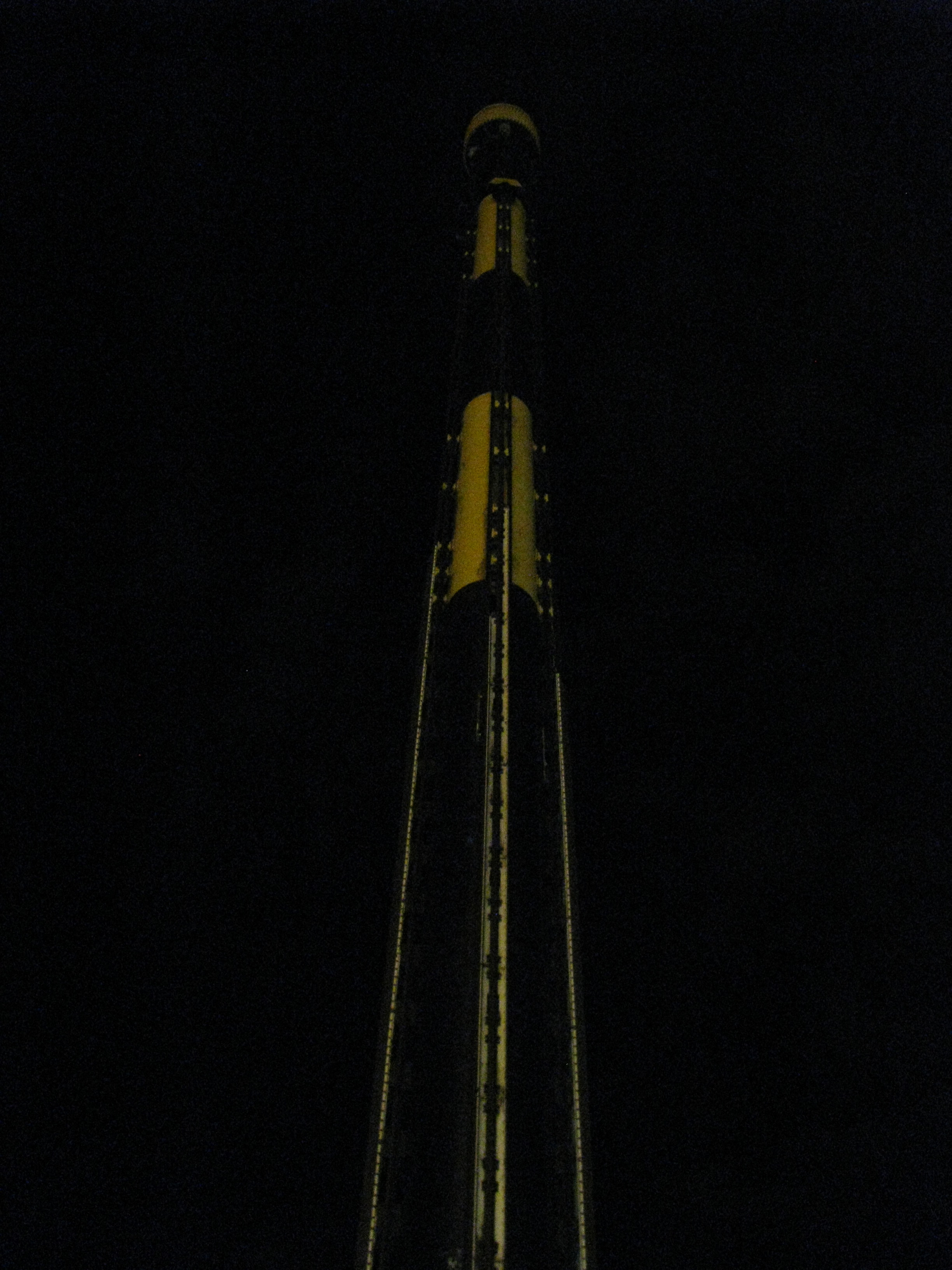
Pitt Fall à Kennywood
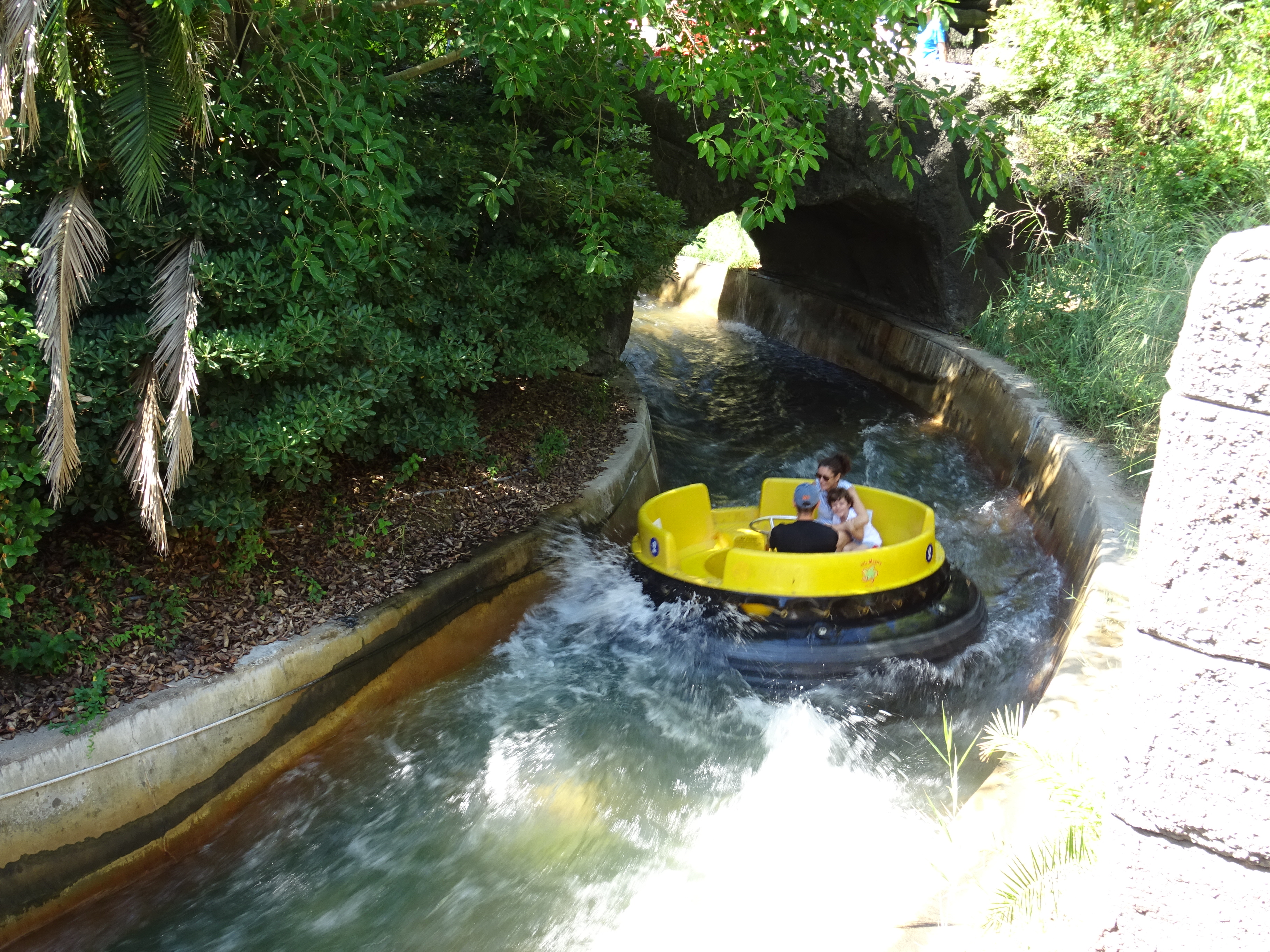
Rápidos del Orinoco à Isla Mágica
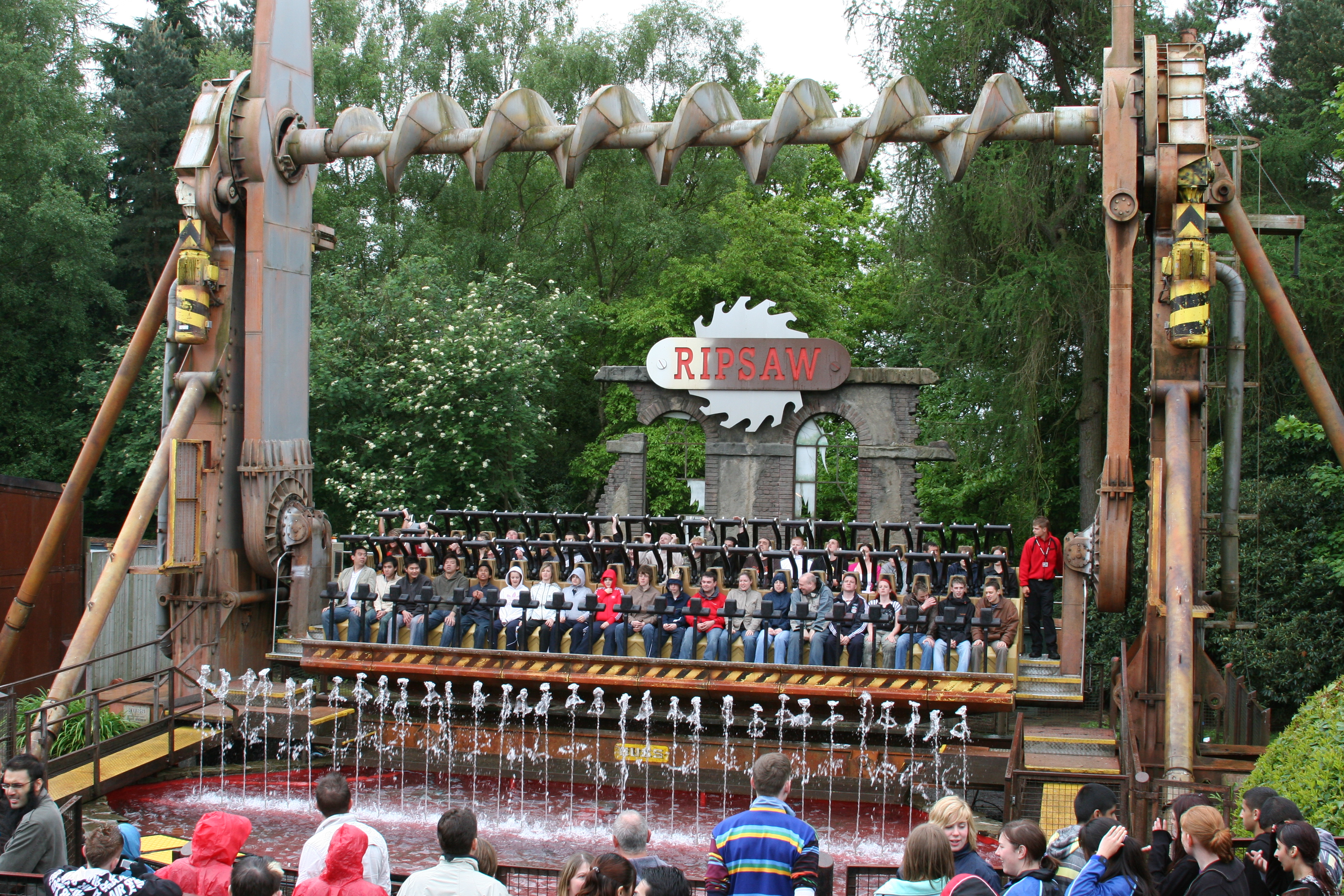
Ripsaw à Alton Towers
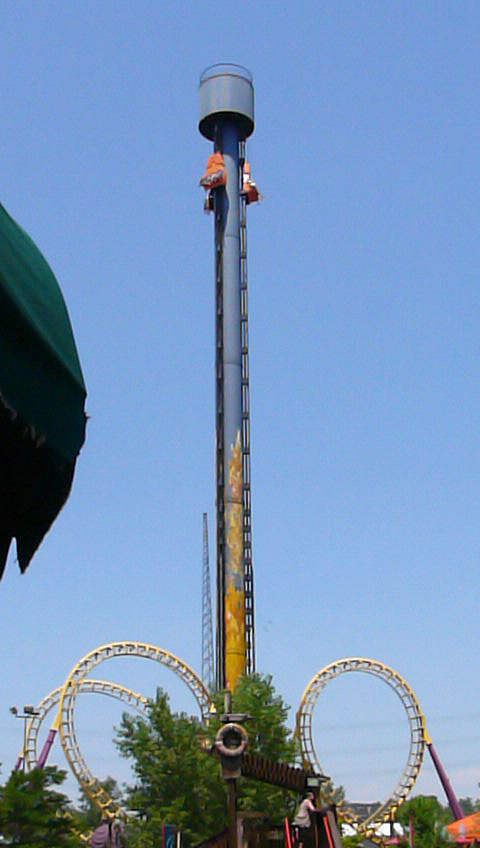
Tower of Doom à Elitch Gardens
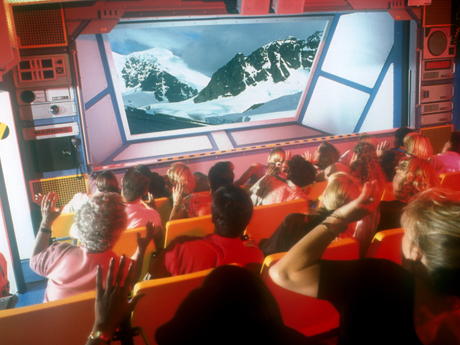
Wild Arctic à SeaWorld San Diego
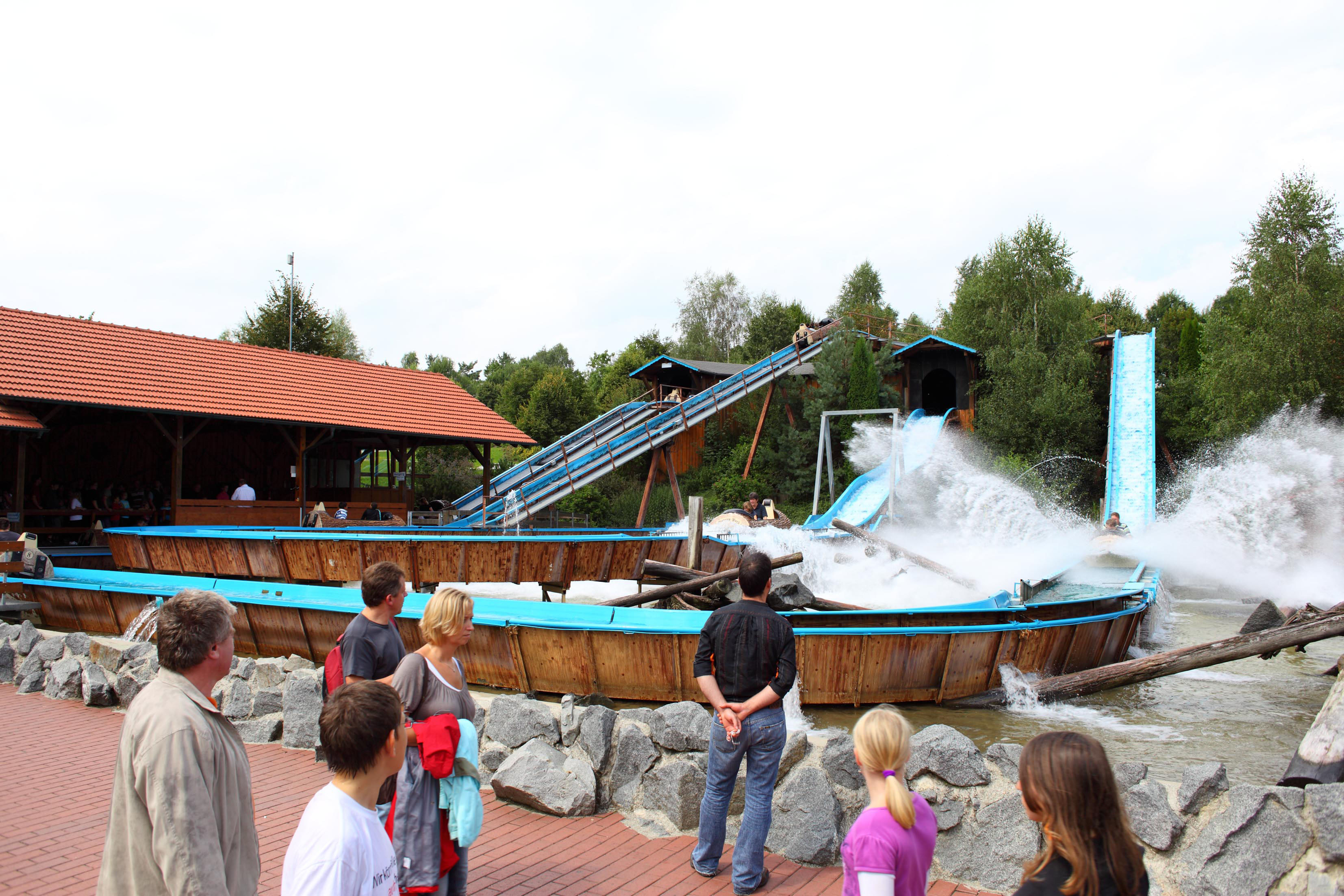
Wildwasserbahn à Bayern Park

#### Délocalisations
| Nom                  | Type / Modèle | Constructeur | Parc        | Pays       | Anciennement                          |
| -------------------- | ------------- | ------------ | ----------- | ---------- | ------------------------------------- |
| Mr Hyde's Nasty Fall | Freefall      | Intamin      | Geauga Lake | États-Unis | Freefall à Rocky Point Amusement Park |

## Hôtels
- Disney's Coronado Springs Resort au Walt Disney World Resort ( États-Unis)

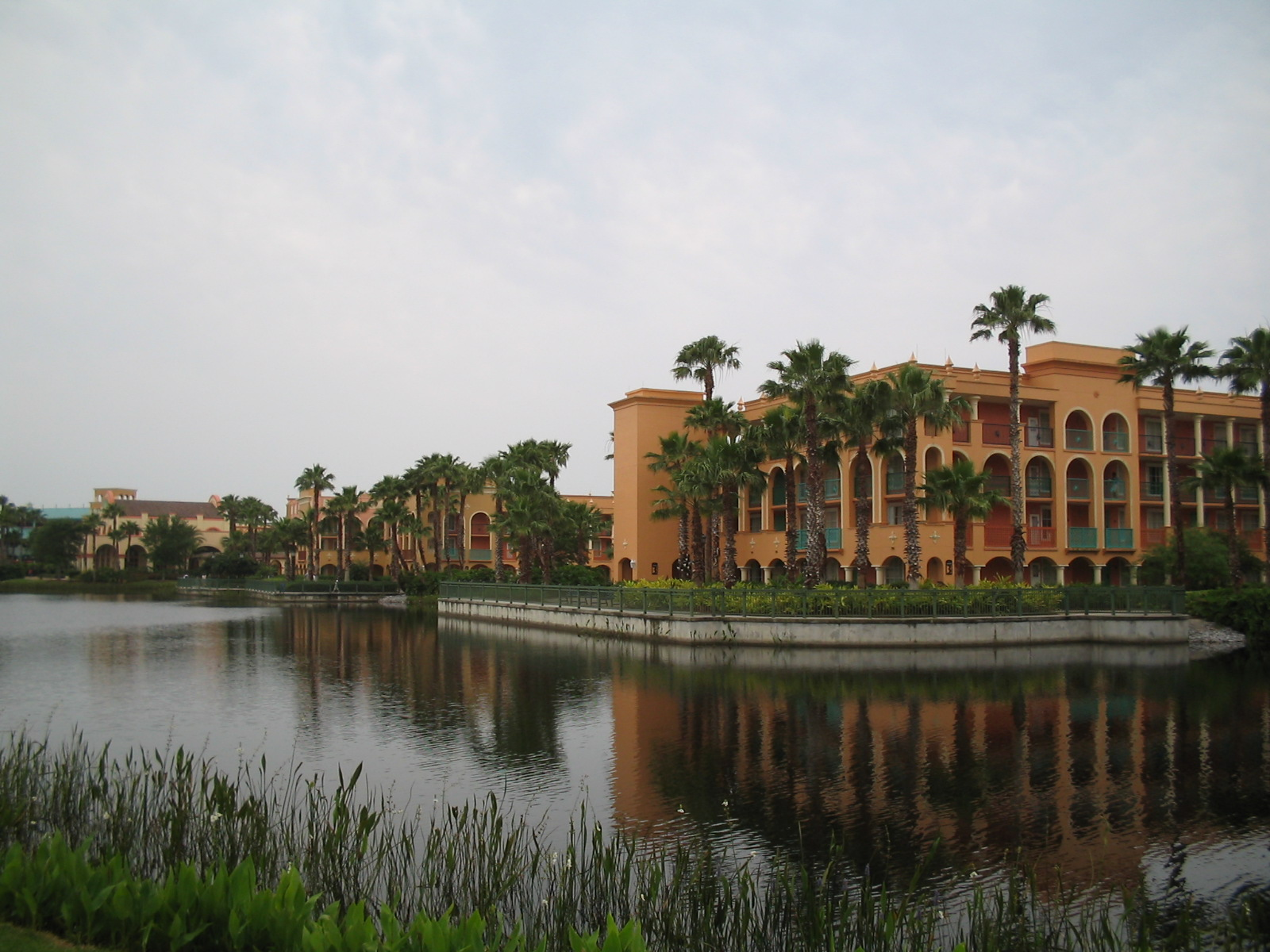
Disney's Coronado Springs Resort au Walt Disney World Resort